# Elicottero

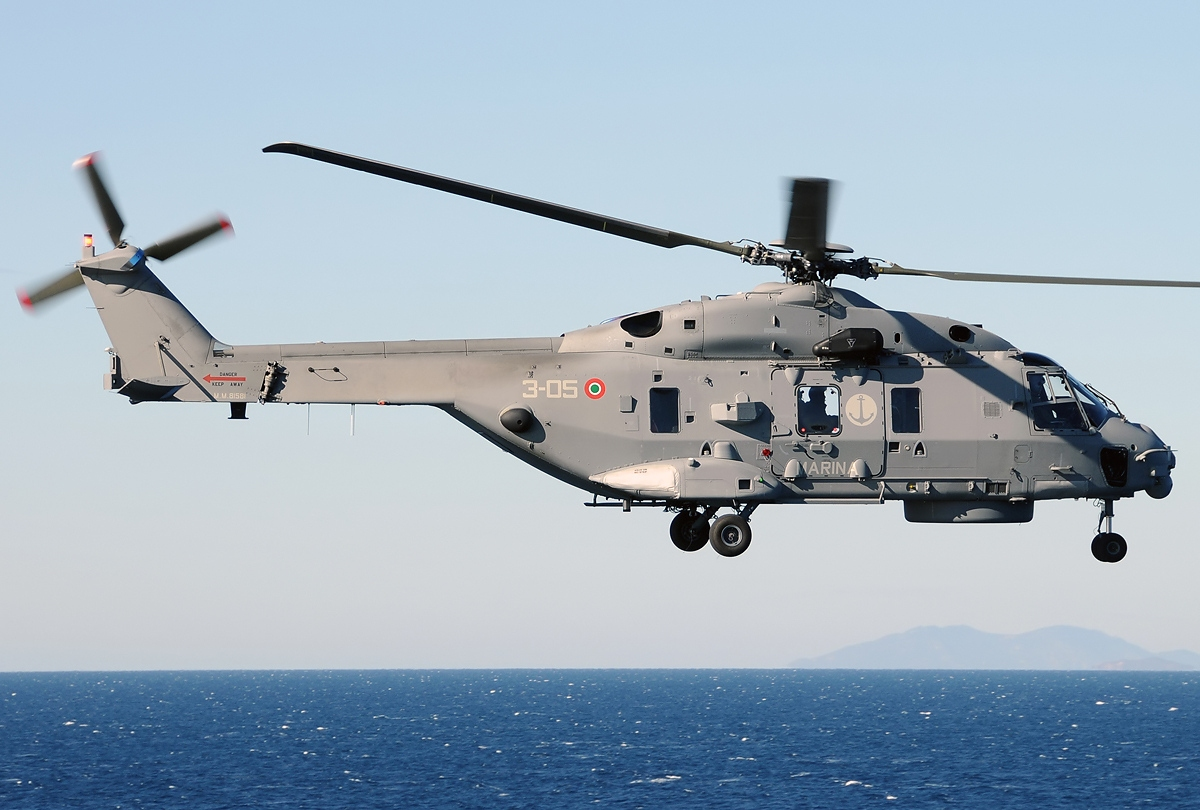
Un elicottero NH-90NFH

L'elicottero (dal greco: ἕλιξ [helix], spira, spirale, e πτερόν [pterón], ala) è un tipo di aerogiro, adibito al trasporto di persone e cose per scopi civili e/o militari, in cui il sollevamento e la spinta sono forniti da un rotore che gira orizzontalmente. È generalmente dotato di uno o più motori a pistoni o a turbina che azionano un complesso di pale che gli permettono di sollevarsi e abbassarsi verticalmente, restare fermo in volo, spostarsi lateralmente, all'indietro o in avanti e compiere voli similmente a quanto fa un aeroplano, ma con maggiori flessibilità e manovrabilità.
Più tecnicamente l'elicottero è caratterizzato da un'ala rotante, denominata rotore, che consente il decollo e l'atterraggio verticali senza necessità di pista e il volo a punto fisso, ovvero un volo sostentato a velocità nulla e quota costante, che ne rappresentano dunque i vantaggi principali rispetto all'aeroplano in molte situazioni di pattugliamento e di emergenza. Rispetto all'aeroplano ha un'autonomia minore consentendo quindi percorsi più brevi, raggiunge in media velocità e quote più basse, generalmente fino a 300 km/h e circa 6 000 m di quota (sebbene con l'avanzare della tecnologia diversi elicotteri arrivano a 7 000 m di quota, come ad esempio quelli che operano regolarmente fino al campo 2 dell'Everest. Il record di tangenza di un elicottero appartiene all'Aérospatiale SA 315B Lama con una tangenza massima di 12 442 m). Rappresenta oggi la categoria di aeromobili più diffusa dopo l'aeroplano, adibito a molti usi civili e militari.
Gli elicotteri non sono a rigore dei velivoli, sebbene vengano talvolta erroneamente indicati in tal modo; essi appartengono infatti ad un'altra categoria di aerodine, denominati aerogiri.

## Storia

### Età antica e moderna

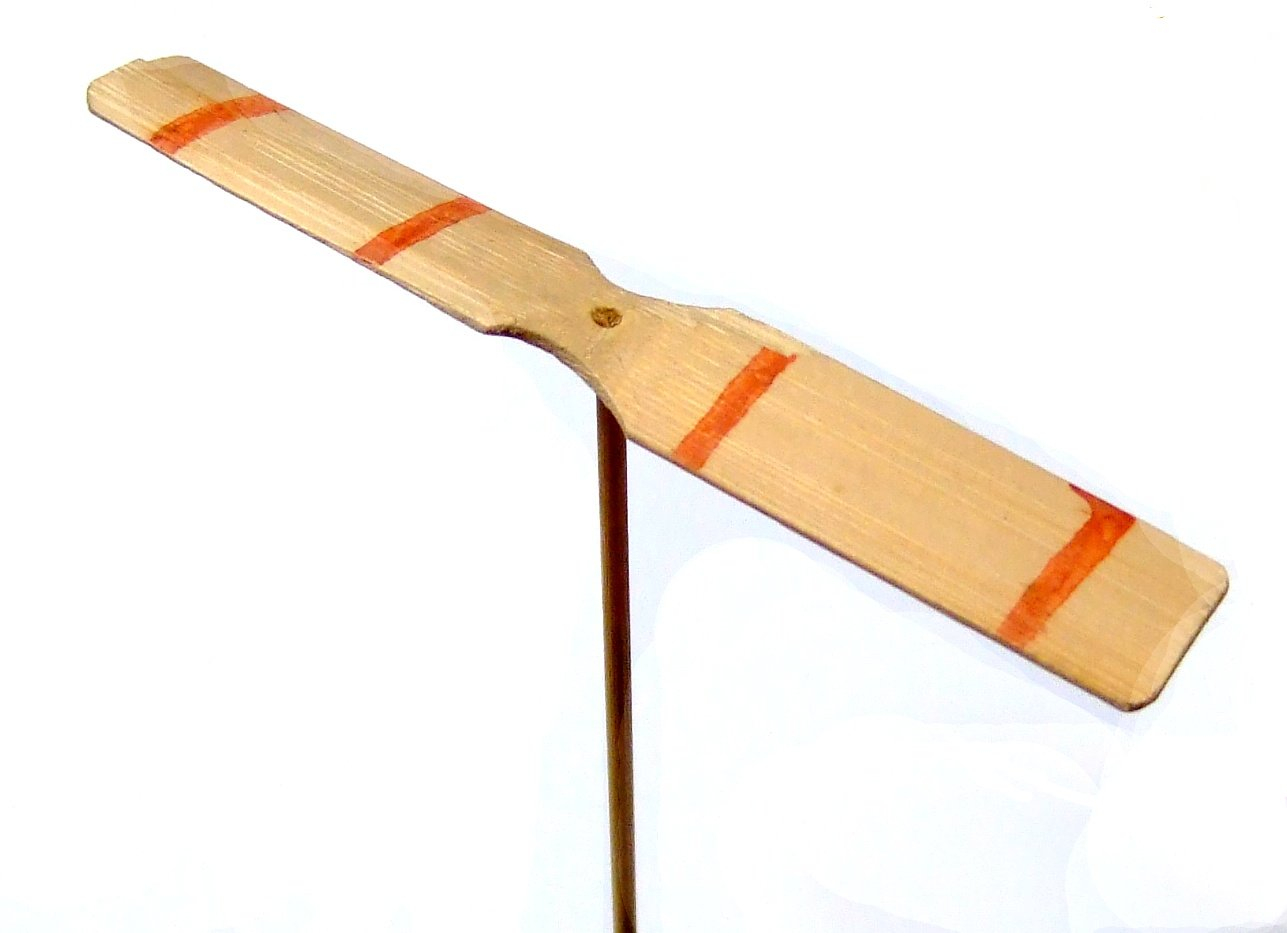
Un moderno taketombo giapponese

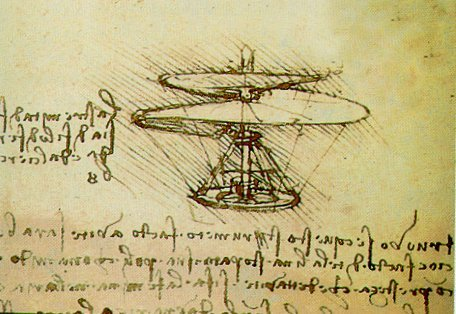
La vite aerea di Leonardo

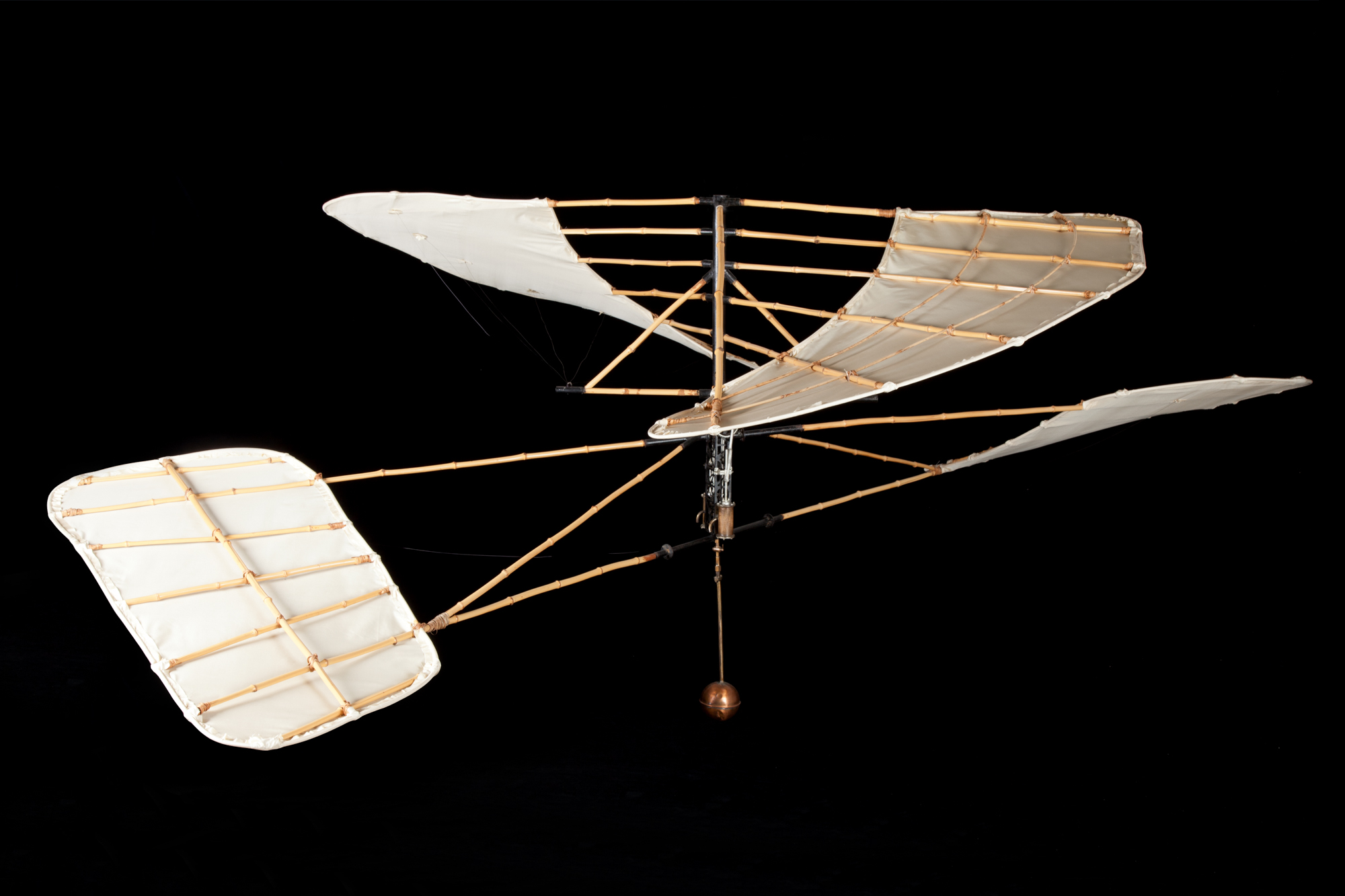
Elicottero sperimentale di Enrico Forlanini del 1877, esposto al Museo nazionale della scienza e della tecnologia Leonardo da Vinci di Milano

La prima testimonianza storica di un oggetto in grado di sollevarsi verticalmente nell'aria grazie alla rotazione di un'elica risale alla Cina del V secolo a.C.: un giocattolo costruito in leggerissimo legno di bambù e costituito da un'elica a due pale collegata a un bastoncino che, fatto ruotare velocemente fra i palmi delle mani o mediante la trazione di una cordicella, lo faceva levare in volo. Questi piccoli giocattoli, tuttora utilizzati anche in Giappone dove prendono il nome di taketombo, arrivarono in Europa presumibilmente nel XV secolo, dal momento che appaiono in alcuni dipinti a partire dal 1463.
Circa vent'anni dopo Leonardo da Vinci, in un disegno del 1480 circa riportato nel Codice Atlantico, abbozza il progetto di una "vite aerea" che, nelle sue intenzioni, avrebbe dovuto "avvitarsi" nell'aria sfruttandone la densità similmente a quanto fa una vite che penetra nel legno. La macchina era immaginata come una vite senza fine con una base del diametro di circa 5 metri, mossa dalla forza muscolare di quattro uomini e costituita da una struttura di legno rivestita di una tela di lino inamidato. Non vi è tuttavia prova che Leonardo abbia effettivamente costruito la macchina da lui immaginata che rimarrebbe, quindi, una delle tante intuizioni teoriche della multiforme attività del celebre inventore o, piuttosto, l'anticipazione ante-litteram di un'elica aeronautica.
Nel luglio 1754 l'inventore russo Michail Lomonosov mostrò all'Accademia russa delle scienze un piccolo birotore in tandem potenziato da una molla e inteso come mezzo per portare in quota strumenti meteorologici. Nel 1783, appena un anno dopo l'ascensione dei fratelli Montgolfier in pallone, il naturalista Christian de Launoy, con l'aiuto del suo meccanico Bienvenu, realizzò e presentò all'Accademia della Scienza di Parigi un giocattolo dimostrativo funzionante con due rotori controrotanti realizzati con piume di tacchino mosse da un archetto elastico metallico. L'idea delle eliche controrotanti venne accettata come brevetto per la prima volta nel 1859 in risposta alla richiesta dell'inglese Henry Bright, cui fece seguito nel 1863 una simile registrazione di brevetti in Gran Bretagna e Francia da parte del visconte Gustave Ponton d'Amecourt. Questo pioniere del volo francese costruì un modello con un motore a vapore, che però non fu in grado di sollevarsi in volo durante l'esposizione aeronautica di Londra del 1868, ma la validità del progetto si poté verificare quando volò una versione con i rotori mossi da elastici. D'Amecourt chiamò i suoi modelli "hélicoptères" ed è per questo considerato l'inventore del termine.
Nel 1877 l'ingegnere italiano Enrico Forlanini riuscì a far sollevare fino all'altezza di circa 13 metri un modello di elicottero del peso di 3,5 kg con due rotori bipala coassiali controrotanti utilizzando un motore a vapore alimentato da una piccola caldaia portata ad alta pressione attraverso un fornello che costituiva la base da cui il modello si involava e che restava a terra per non appesantirlo. Sembra che il primo a brevettare un modello di elicottero o meglio "un apparecchio aereo dirigibile applicabile all’industria, avente lo scopo di rimpiazzare gli aerostati" sia stato l'italiano Gaetano Granieri nel 1896 a Marsiglia. Purtroppo, del brevetto si è persa ogni traccia.

### Prima metà del XX secolo
Nel 1901 l'inventore slovacco Ján Bahýľ costruì un modello di elicottero potenziato da un motore a combustione interna che riuscì a sollevarsi di 0,5 metri e che, una volta perfezionato, il 5 maggio 1905 si sollevò dal suolo di circa 4 metri compiendo un volo di 1 500 metri.
Nel 1906 due fratelli francesi, Jacques Breguet e Louis Charles Breguet, avvalendosi della collaborazione del professor Charles Richet, primi al mondo applicarono pale dotate di profilo alare ad un prototipo di elicottero realizzando il Breguet-Richet No.1, potenziato da un motore Antoinette V-8 da 45 CV che azionava per mezzo di una trasmissione a catena quattro rotori posti ai quattro vertici di una struttura a forma di X e muniti ciascuno di quattro pale biplane. In una data incerta compresa fra il 14 agosto e il 29 settembre 1907, lo strano velivolo riuscì a sollevarsi dal suolo di 60 cm con un passeggero a bordo per circa un minuto, ma l'impossibilità di spostarsi in volo controllato per la mancanza di qualsiasi dispositivo di comando, cosa che richiedeva la presenza di un uomo munito di un lungo rampone ad ognuno dei quattro vertici della macchina per mantenerla in assetto e impedire che si rovesciasse, fece sì che i voli del Gyroplane No. 1 vennero considerati come i primi voli con persone a bordo di un elicottero, ma non i primi voli liberi di un elicottero.

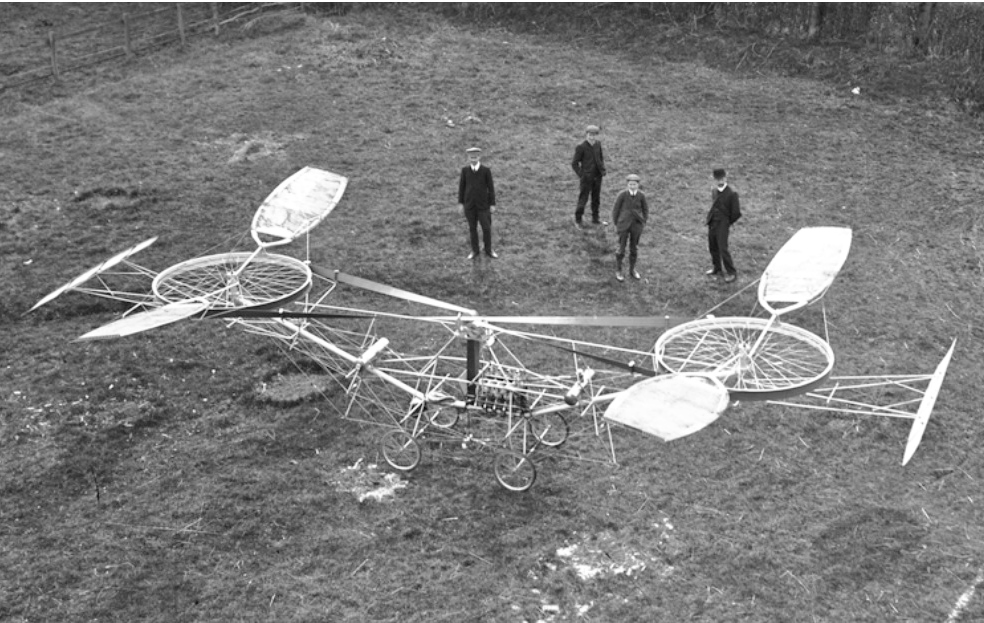
L'elicottero di Paul Cornu del 1907

Il primo volo libero di un elicottero viene in generale riconosciuto alla macchina realizzata da un altro inventore francese (di origine rumena), Paul Cornu che, in collaborazione con il fratello Jacques e il padre Jules, progettò e costruì l'elicottero Cornu, un velivolo di 6 metri di lunghezza, in grado di ospitare un passeggero nel mezzo e dotato di due rotori controrotanti alle estremità messi in rotazione da un motore Antoinette da 24 cavalli. Il 13 novembre 1907, a Lisieux, Cornu fu il primo uomo ad effettuare un volo libero controllato alzandosi in volo di 30 cm per circa 20 secondi, senza la necessità di vincoli di sicurezza e l'episodio viene riconosciuto come il primo volo libero effettivo di un elicottero con passeggero. In seguito Cornu effettuò pochi altri voli, fino ad arrivare ad un'altezza di quasi due metri, ma in realtà le soluzioni adottate non consentivano un efficace controllo del velivolo per cui ogni ulteriore esperimento venne abbandonato.

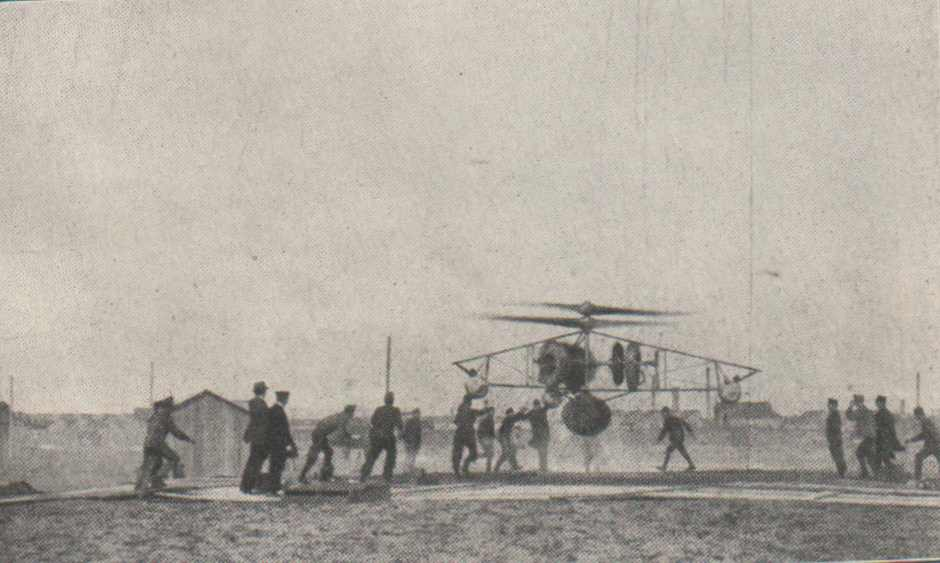
Uno dei primi voli del PKZ 2

Durante la prima guerra mondiale, l'ingegnere ungherese Theodore von Kármán, insieme al proprio assistente tenente Wilhelm Zuroveć e al maggiore Stephan von Petrócz, realizzò per l'Imperial regio esercito austro-ungarico il PKZ 1, una macchina costituita da una semplice struttura triangolare in tubi d'acciaio recante quattro eliche orizzontali portanti in legno, due destrorse e due sinistrorse, azionate da un motore elettrico da 190 CV alimentato da cavi che la macchina sollevava con sé insieme alle funi di vincolo. Dopo quattro voli di prova la macchina finì fuori uso per un guasto al motore e fu sostituito dal più grande PKZ 2, ideato come piattaforma fissa da osservazione per l'artiglieria in sostituzione dei palloni frenati. Il velivolo era dotato di due eliche coassiali controrotanti del diametro di 6 metri, azionate da tre motori Gnome da 100 CV, era privo di qualsiasi sistema di controllo ed era destinato a sollevarsi in verticale, essendo vincolato al suolo attraverso funi. Sopra le eliche poteva essere montata una struttura cilindrica in legno per l'osservatore. La costruzione del prototipo cominciò alla fine del 1917 e l'elicottero compì il primo volo il 2 aprile 1918 vicino a Budapest. Durante gli oltre trenta voli successivi la macchina, priva di passeggeri, raggiunse un'altezza massima di una cinquantina di metri (ben lontana dai 500 richiesti dall'esercito imperiale) riuscendo a rimanere in volo anche per un'ora. Il 10 giugno 1918, di fronte ad una commissione esaminatrice composta da autorità militari, l'aeromobile precipitò probabilmente per un guasto meccanico, danneggiandosi seriamente. La commissione decise per la non continuazione del progetto, che venne quindi sospeso.
Nei primi Anni 1920, l'argentino residente in Europa Raúl Pateras-Pescara de Castelluccio diede una delle prime dimostrazioni funzionanti di controllo del passo collettivo e di quello ciclico: le pale dei rotori coassiali controrotanti del suo prototipo potevano essere svergolate alle estremità attraverso dei cavi in modo da aumentare o diminuire la spinta prodotta. Nel suo progetto era prevista anche l'inclinazione in avanti di pochi gradi del mozzo dei rotori, in modo da consentire il moto in avanti dell'aeromobile senza dover usare un'elica separata come negli aeroplani. L'elicottero, denominato "No. 1", venne provato nel gennaio 1924, ma si rivelò sottopotenziato e non in grado di sollevare il proprio peso. Il governo britannico finanziò ulteriori ricerche di Pescara che portarono alla realizzazione del modello "No. 3" che, equipaggiato con un motore radiale da 250 hp, nel gennaio 1924 riuscì ad sollevarsi dal suolo rimanendo in volo per circa dieci minuti. Pateras-Pescara fu anche in grado di dimostrare il principio dell'autorotazione.

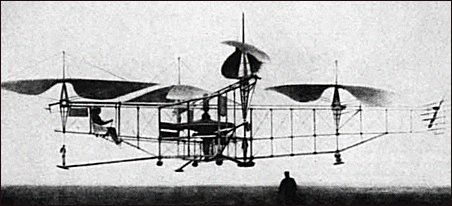
L'elicottero Oehmichen Nº 2 nel 1923

Il 14 aprile 1924 il francese Étienne Oehmichen stabilì il primo record del mondo riconosciuto dalla Fédération Aéronautique Internationale (FAI), volando con il suo elicottero quadrirotore per 360 metri. Il 18 aprile 1924 Pescara batté il record di Oemichen, coprendo la distanza di 736 metri in 4 minuti e 11 secondi con una velocità quindi di circa 13 km/h, mantenendosi ad una altezza di sei piedi (circa 1,8 m). Record di distanza che fu di nuovo reclamato da Oehmichen il 4 maggio, quando, col suo modello Nº 2, coprì la distanza di 1,69 km in 14 minuti volando ad un'altezza di 15 metri. Il 4 maggio, Oehmichen stabilì il primo record su circuito chiuso di 1 km per elicotteri, coprendo la distanza in 7 minuti e 40 secondi con il suo modello "No. 2".
Nello stesso periodo negli Stati Uniti, al Wright Field a Dayton (Ohio), l'ingegnere e matematico rumeno Gheorghe Botezatu realizzò un elicottero per l'United States Army Air Service, ma pur ricevendo dei buoni risultati confermati anche da parte della stampa mondiale l'esercito cancellò il programma nel 1924 e il prototipo venne demolito, per presentare poi un altro elicottero, la cui indicazione era GB5 e come registrato nel libro "Storia Aeronautica ", pubblicato a Parigi nel 1932, era il " più perfetto elicottero vintage". Nel 1928, l'ingegnere aeronautico ungherese Oszkàr Asbóth costruì un prototipo di elicottero che riuscì a volare per non meno di 182 volte con una durata massima del singolo volo di 53 minuti.
Albert Gillis von Baumhauer, un ingegnere aeronautico olandese, iniziò ad occuparsi di elicotteri nel 1923. Il suo primo prototipo volò (in realtà si limitò ad alzarsi in volo e rimanere in volo stazionario) il 24 settembre 1925, con ai comandi il capitano Floris Albert van Heijst dell'arma aerea dell'esercito olandese. L'elicottero era dotato di un rotore principale e un rotore anticoppia in coda mosso da un motore indipendente. La macchina era poco stabile e non ebbe seguito finendo distrutta in un incidente. La macchina di von Baumhauer era dotata di controllo del passo ciclico e di quello collettivo per i quali egli ottenne nel 1927 dal Ministero britannico dell'aviazione un brevetto d'invenzione con il numero 265 272.

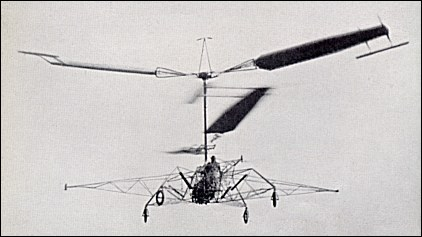
L'elicottero D'AT3 ideato da Corradino D'Ascanio in volo

Nel 1925 l'ingegnere italiano Corradino D'Ascanio e il barone Pietro Trojani fondarono la Società D'Ascanio-Trojani che si prefiggeva di costruire un elicottero realmente funzionante. Dopo i primi due prototipi D'AT1 e D'AT2, che a malapena riuscirono a sollevarsi dal suolo, venne realizzato il D'AT3, una macchina relativamente grande rispetto agli altri prototipi, dotata di due rotori coassiali e controrotanti. Il controllo avveniva utilizzando delle ali ausiliarie e piccole superfici di controllo comandabili sul bordo d'uscita delle pale, un'idea in seguito utilizzata anche da altri progettisti di elicotteri, tra cui Bleeker e Kaman. Venivano inoltre impiegate tre piccole eliche montate sulla struttura per controllare sui tre assi rollio, beccheggio e imbardata. Pilotato dal maggiore Marinello Nelli all'aeroporto di Ciampino di Roma, il D'AT3 migliorò di poco i record FAI dell'epoca ottenendoli per l'altezza (17,4 m), durata (8 minuti e 45 secondi) e distanza (1078 m), ma si rivelò il primo prototipo di elicottero realmente funzionante e utilizzabile. Ciononostante le autorità militari non permisero all'inventore di accedere ai finanziamenti pubblici, indispensabili allo sviluppo del prototipo. Nel 1932 la Società D'Ascanio-Trojani, esaurite le disponibilità finanziarie, si sciolse e l'ingegnere D'Ascanio venne assunto dalla Piaggio per la progettazione di eliche. L'azienda consentì al progettista abruzzese, nel 1939, di costruire due prototipi di elicotteri, il "PD1" e "PD2" che andarono distrutti nel 1943, a causa dei bombardamenti alleati sugli stabilimenti di Pontedera.
In Unione Sovietica due ingegneri aeronautici, Boris N. Yuriev e Alexei M. Cheremukhin, che lavoravano al Tsentralniy Aerogidrodinamicheskiy Institut (TsAGI, l'istituto centrale di aeroidrodinamica), realizzarono e fecero volare il TsAGI 1-EA, un elicottero basato su una struttura tubolare aperta, un rotore principale a quattro pale e due coppie di rotori gemelli da 1,8 metri di diametro con funzione anticoppia sistemate l'una sul muso e l'altra in coda. Potenziato da due motori M-2, copia russa del motore rotativo Gnome Monosoupape della prima guerra mondiale, lo TsAGI 1-EA fu in grado di compiere diversi voli a bassa quota con successo. Il 14 agosto 1932 Cheremukhin portò l'elicottero a una quota di 605 metri, superando abbondantemente il record di D'Ascanio, ma poiché l'Unione Sovietica non era ancora un membro della FAI il record non gli venne riconosciuto.
Un altro modello di elicottero era lo Kamov A7-3A che vantava 220 km di autonomia a 130 Km/h e con 500 kg di carico, vagamente somigliante a un popolare aereo da caccia sovietico di quegli anni, il Polikarpov I-16. Costruito in una dozzina di esemplari per la V-VS venne testato sul campo durante la Guerra d'inverno, per aggiustare il tiro dell'artiglieria in qualità di ricognitore, per terminare la sua carriera agli inizi dell'operazione Barbarossa, utilizzato dai disperati comandi sovietici persino per l'attacco al suolo. Tutti i velivoli vennero persi dopo appena due settimane di servizio operativo. Questo è stato quindi probabilmente il primo elicottero d'assalto della storia, armato con bombe e razzi, protetto in coda da una piccola mitragliatrice.
L'ingegnere russo Nicolas Florine in quegli anni costruì il primo elicottero a rotori in tandem che effettuò il primo volo in Belgio a Sint-Genesius-Rode presso il Laboratoire Aérotechnique de Belgique (oggi von Karman Institute) nell'aprile 1933 e raggiunse la quota di sei metri e il record di resistenza in volo di otto minuti. Sebbene i rotori non fossero controrotanti, la compensazione della coppia era comunque ottenuta attraverso una leggera inclinazione dell'asse dei rotori in direzioni opposte. La scelta di non usare rotori controrotanti fu determinata dalla volontà di sfruttare la stabilizzazione fornita dall'effetto giroscopico. L'uso della co-rotazione dei rotori e la mancanza di cerniere nell'attacco delle pale con l'asse, rese l'elicottero particolarmente stabile in confronto alle macchine contemporanee.

### Dal secondo dopoguerra ad oggi
Il forte impulso allo sviluppo dell'aeronautica avvenuto nel periodo della seconda guerra mondiale, aveva fatto maturare grosse esperienze di volo con gli aerei che potevano ormai fornire il necessario supporto per mettere a punto macchine capaci delle prestazioni caratteristiche dell'elicottero.

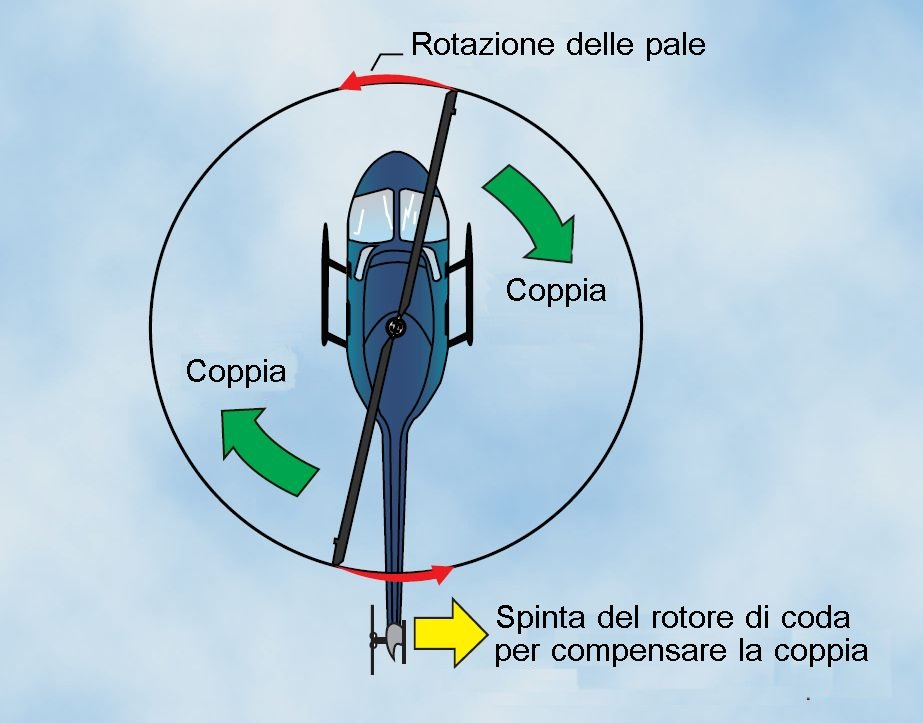
Compensazione delle coppie che agiscono su un elicottero grazie al rotore di coda

Proprio con l'aereo ci si era ritrovati di fronte al problema della controrotazione dovuta alla coppia generata dal motore negli aerei monoelica, ma la presenza delle ali fisse e la proporzione fra la portanza (dipendente dalla superficie alare) e le velocità di quei velivoli rendeva agevole la soluzione. L'elicottero invece non aveva ali fisse, e si dovette attendere che qualcuno mettesse meglio a punto i concetti di eliche controrotanti o quello dei rotori anticoppia per avere degli aeromobili stabilizzati.
Ma il problema principale da risolvere era dovuto al fatto che quando un elicottero inizia a muoversi in avanti, le pale del rotore avanzanti si muovono ad una velocità assoluta maggiore poiché su di esse alla velocità dell'aeromobile si somma quella dovuta al movimento di rotazione, mentre su quelle retrocedenti accade il contrario. Quindi le prime sviluppano una portanza maggiore delle seconde e di conseguenza l'aeromobile tende a ribaltarsi di lato. Questo problema fu brillantemente risolto dall'ingegnere spagnolo Juan de la Cierva e utilizzato su un velivolo di sua invenzione, l'autogiro. De la Cierva applicò ad ogni pala del rotore una cerniera di flappeggio che consentiva alle pale avanzanti di ruotare verso l'alto a quelle retrocedenti di ruotare verso il basso in modo da compensare la differenza di portanza fra pale avanzanti e pale retrocedenti.

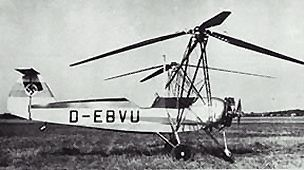
Il primo prototipo di Focke-Wulf Fw 61 immatricolato D-EBVU

Proprio sfruttando l'esperienza acquisita attraverso la costruzione su licenza degli autogiri di Juan de la Cierva, il professore Henrich Focke e l'ingegnere Gerd Achgelis, riuscirono a realizzare nel 1936 in Germania il primo vero elicottero della storia, il Focke-Achgelis Fw 61 che, nettamente superiore ai suoi predecessori, portò i primati mondiali di quota, distanza e velocità a ben 3427 m, 230,348 km e 122,5 km/h, esibendosi anche in una spettacolare dimostrazione all'interno della Deutschlandhalle di Berlino pilotato dalla famosa aviatrice tedesca Hanna Reitsch.
Il primo modello militare impiegato attivamente fu invece il Flettner Fl 282 Kolibri (rispondente alla formula del cosiddetto sincrottero, con due rotori controrotanti intersecantisi le cui coppie si annullavano a vicenda, una formula che dopo la guerra venne ripresa dalla ditta americana Kaman) progettato da Anton Flettner e usato dalla Kriegsmarine, la marina militare tedesca, durante la seconda guerra mondiale per il pattugliamento antisommergibile a bordo delle navi di scorta ai convogli.
Tuttavia l'elicottero si affermò negli Stati Uniti ad opera del progettista aeronautico di origine ucraina Igor Sikorsky, che il 14 settembre 1939 portò in volo il suo Vought-Sikorsky VS-300. Questo elicottero, migliorato e sviluppato, segnò il definitivo successo della formula monorotore con rotore anticoppia in coda (secondo lo schema suggerito fin dal 1912 da Boris Yuriev), oggi comune alla maggior parte degli elicotteri ma che all'epoca pionieristica non aveva goduto di molta fortuna. Invece, la formula birotore a rotori coassiali venne portata al successo dal progettista sovietico Nikolaj Ilič Kamov, che nel 1952 realizzò il Ka-15, primo elicottero costruito in serie di una lunga serie di macchine progettate da Kamov a partire dagli anni della seconda guerra mondiale.

## Funzionamento e concetti di base

### Problematiche principali
Seguendo lo sviluppo storico dell'elicottero è stato possibile vedere quali siano stati i principali problemi tecnici da superare per ottenere una macchina in grado di volare affidabilmente. Questi problemi erano già stati riconosciuti e descritti dai vari pionieri, come ad esempio Sikorsky nel suo classico "The Story of the Winged-S: An Autobiography". Per comprendere l'elicottero da un punto di vista tecnico è quindi interessante ricapitolare brevemente anche da un punto di vista fisico queste problematiche.

#### Aerodinamica

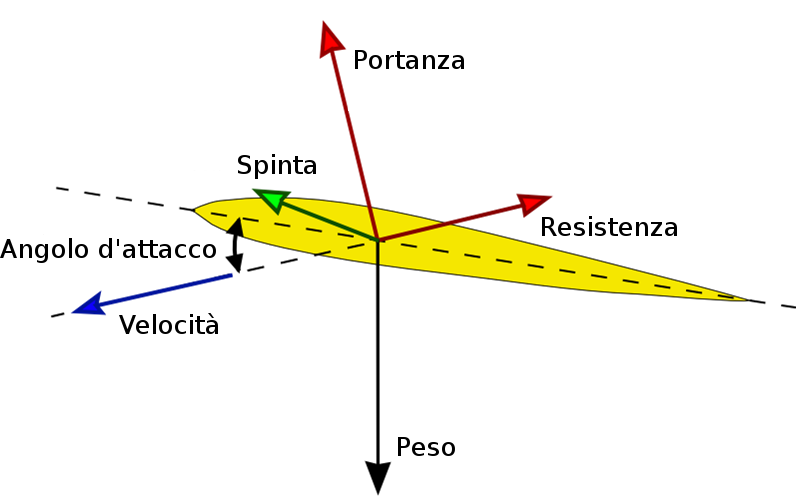
Forze agenti su un tipico corpo aerodinamico.

Dato un corpo aerodinamico che si muove con certa velocità in un fluido, esso genera una forza aerodinamica "{\displaystyle F_{A}}"perpendicolare alla velocità (detta portanza) ed una parallela (detta resistenza visto che è sempre orientata in modo tale da rallentare il corpo nel suo movimento) le quali hanno una intensità proporzionale alla densità del fluido "ρ", alla superficie del corpo "S", al quadrato della velocità "V" e all'angolo d'attacco o d'incidenza "α":
{\displaystyle F_{A}\propto \rho \cdot S\cdot V^{2}\cdot \alpha }
Purtroppo questa semplice relazione (ed ovviamente altre più complicate) non era nota ovvero non venne applicata all'ala rotante se non dopo gli anni '10 del 1900 e quindi fino ad allora sia la potenza del motore necessaria a vincere la resistenza aerodinamica delle pale sia la forma stessa delle pale necessaria a produrre sufficiente portanza per vincere il peso dell'elicottero erano scelti più ad intuito che matematicamente.
Da questa semplice relazione si vede che la chiave per variare la portanza e quindi comandare l'elicottero consiste nel variare la velocità (di rotazione delle pale) e/o l'incidenza. I primi pionieri furono costretti ad utilizzare il primo metodo dato che per avere un meccanismo semplice ed efficace per modificare l'angolo d'incidenza delle pale bisognerà aspettare il 1906 con il brevetto di Crocco. Oggi la velocità di rotazione del rotore è mantenuta fissa tramite dispositivi di controllo automatico e si preferisce variare l'angolo d'attacco delle pale.

#### Rotore anticoppia

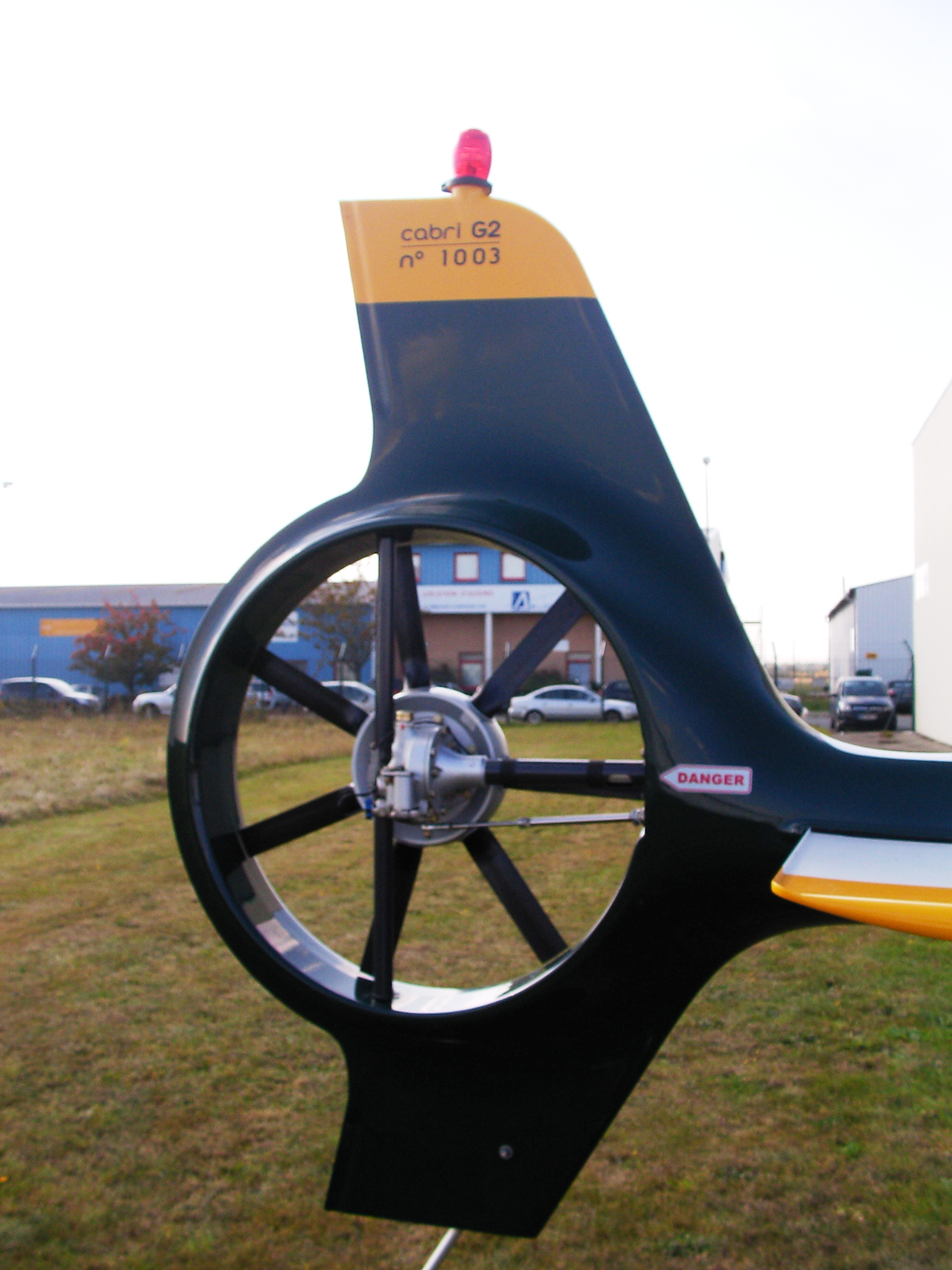
Il rotore anticoppia del Guimbal Cabri G2.

Il principio di azione e reazione era noto grazie a Isaac Newton già dalla fine del '600. Tipicamente lo si vede in azione durante lo sparo di un cannone: l'effetto di azione è quello del cannone che spinge il proiettile in avanti a grande velocità ma a questo effetto si aggiunge quello di reazione del proiettile che spinge il cannone all'indietro generando il caratteristico rinculo.

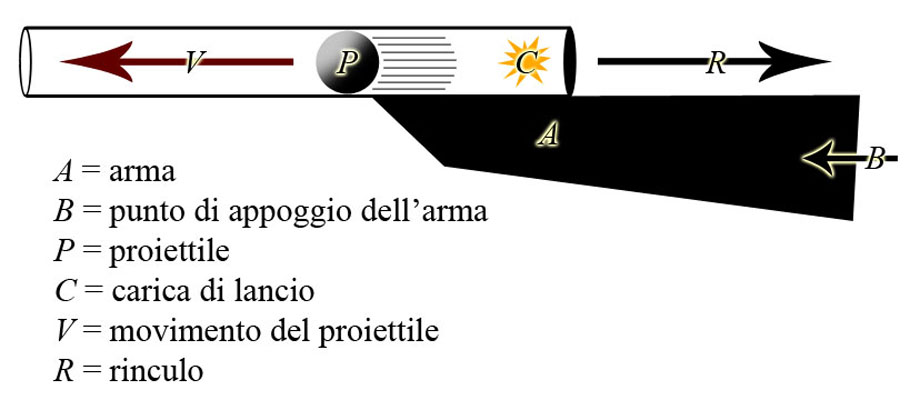
Quando un fucile spara, non è solo il proiettile ad essere scagliato ma anche il fucile stesso in verso opposto

In un elicottero, le pale possono essere viste come il proiettile dell'esempio precedente ed il motore (con la fusoliera a cui è attaccato) come il cannone. Fintantoché il motore-cannone è piantato a terra non succede niente di strano ma non appena esso si solleva dal suolo le pale-proiettile lo fanno ruotare nel verso opposto, appunto per reazione. Un concetto che, seppur già noto anche matematicamente, sembrava sfuggire ai primi pionieri e addirittura a Leonardo, il quale non aveva previsto alcun mezzo anticoppia per la sua vite aerea.
Per ovviare a ciò è necessario quindi compensare la reazione per esempio utilizzando un numero pari di rotori ruotanti in senso opposto (come ad esempio in Cornu e Breguet), oppure un rotore ausiliario in coda che crea una forza opposta (come ad esempio in Von Baumhauer); quest'ultima configurazione è diventata quella standard per gli elicotteri moderni ed è perciò definita "convenzionale". Un altro metodo è quello di sparare direttamente un fluido ad alta velocità fuori dalle estremità del rotore il quale diventa così esso stesso il cannone dell'esempio precedente (e il fluido sparato fuori ne diventa il proiettile). In questo modo la reazione agisce direttamente sul rotore e non sulla fusoliera. Rotori di questo tipo sono detti tip jet ed il Fairey Rotodyne fu uno degli esempi più famosi.

#### Moto avanzato - cerniere
Igor Sikorsky riassunse bene quale fu l'idea dietro la nascita dell'elicottero: "l'idea di un velivolo capace si sollevarsi dal suolo e librarsi fermo nell'aria nacque probabilmente nello stesso istante in cui l'uomo sognò per la prima volta di volare".
Tuttavia l'elicottero deve anche essere in grado di raggiungere il luogo in cui librarsi a mezz'aria per compiere il lavoro principale per cui è stato progettato e deve quindi anche essere in grado di volare in avanti in quello che viene definito "moto avanzato".
Quando un rotore si muove, la forza aerodinamica creata dalla pala non è più costante ma varia durante la sua rotazione di 360° attorno al mozzo. Per comprendere ciò, si osservi un rotore dall'alto e si segua il movimento dell'estremità di una sua pala, come mostrato nell'immagine qui a lato.

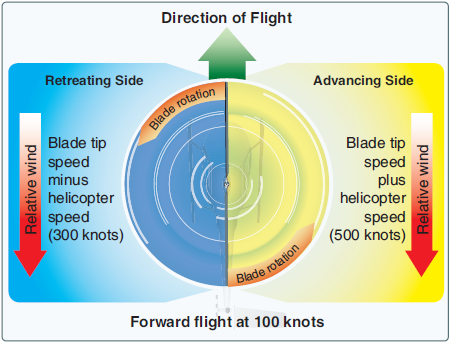
Composizione della velocità di rotazione con la velocità di volo: sul lato destro le due velocità si sommano, sul lato sinistro si sottraggono generando quindi una dissimmetria nella portanza

Chiamando Vr la velocità delle pale dovuta alla rotazione e Vv la velocità costante di volo dell'elicottero (e quindi del rotore con le sue pale), si vede che:
- quando la pala si trova sul lato destro, la sua estremità si muove ad una velocità totale pari alla somma Vr+Vv;
- mentre sul lato sinistro essa si muove ad una velocità totale pari alla differenza Vr-Vv, dato che la Vv ha qui verso opposto alla Vr.

Ma dato che la forza aerodinamica agente su una superficie aerodinamica è proporzionale al (quadrato della) velocità, essa sarà quindi diversa sui due lati proprio per effetto della velocità di volo Vv; in particolare, la forza aerodinamica sarà maggiore sul lato destro e minore sul lato sinistro. Il lato destro è detto "avanzante" mentre la zona sinistra è detta "retrocedente".
Come sperimentato da de la Cierva sui suoi primi tre prototipi di autogiro, questa asimmetria, se non corretta opportunamente, porta ad effetti disastrosi. In particolare:

Schema delle cerniere all'attacco pala-mozzo: spostandosi dal mozzo verso destra si incontra: la cerniera di flappeggio, la cerniera di ritardo e la cerniera di variazione passo alla quale è poi attaccata la pala.

- la dissimmetria della portanza genera un momento di rollio che fa ruotare l'elicottero in senso orario in una vista posteriore, un po' come avviene su una bilancia a piatti sulla quale vi siano due pesi uno maggiore dell'altro. L'esempio della bilancia a piatti aiuta anche a capire la soluzione adottata da de la Cierva: quando i bracci della bilancia ruotano per effetto dei differenti pesi, essi non si trascinano in rotazione anche tutta la struttura della bilancia stessa perché i bracci sono liberi di ruotare rispetto alla struttura. Se ora si vedono i bracci della bilancia come le pale del rotore, si capisce che per evitare il ribaltamento (della bilancia-elicottero) è sufficiente collegare la pala al mozzo con una semplice cerniera. Questa cerniera permette alla pala di muoversi liberamente verso l'alto ed il basso ed è perciò definita di flappeggio (dall'inglese "to flap").
- per quanto riguarda le variazioni della resistenza aerodinamica, in una vista dall'alto si vede che l'effetto è quello di scaricare sul rotore una coppia variabile sul giro. Questo effetto è normalmente abbastanza piccolo dato che le resistenze aerodinamiche hanno generalmente un ordine di grandezza inferiore alla portanza ma si somma all'effetto della forza di Coriolis. Alla lunga, questa continua sollecitazione variabile genera sull'attacco pala-mozzo uno stress meccanico con possibile rottura per fatica. Per ovviare a ciò, sempre de la Cierva aggiunse un'ulteriore cerniera all'attacco pala-mozzo che permetteva la libera rotazione della pala anche in avanti e all'indietro, chiamata cerniera di ritardo (dall'inglese "lead-leg").

A queste due cerniere se ne deve aggiungere una terza: come detto, per il controllo dell'elicottero è necessario variare l'incidenza delle pale per variarne la portanza generata. Ciò si ottiene con la cerniera di variazione passo, posta sempre verso la radice della pala. L'attacco pala-mozzo è piuttosto affollato di cerniere.

#### Trazione
Ogni pala genera la propria forza aerodinamica; la somma su tutte le pale viene definita trazione. La trazione agisce al centro del rotore ed è perpendicolare al disco del rotore, cioè al disco descritto dall'estremità delle pale durante la loro rotazione. Il controllo dell'elicottero passa attraverso la modifica del valore e dell'orientazione della trazione.

#### Massima velocità di volo
Mentre per i velivoli ad ala fissa la massima velocità di volo può raggiungere valori elevati (l'esempio estremo è lo Space Shuttle con i suoi quasi 28 000 km/h), per un elicottero sono tipiche velocità di crociera non superiori ai 350 km/h e questo valore rappresenta un limite massimo che non può essere superato se non adottando configurazioni aerodinamiche particolari come ad esempio nel caso del Sikorsky S-67 Blackhawk. La motivazione ha origine da una serie di compromessi aerodinamici e meccanici, i più importanti dei quali sono elencati di seguito:
- Quando la pala durante la sua rotazione si trova sul lato retrocedente, alla sua velocità di rotazione Vr si sottrae la Vv con cui vola l'elicottero. Dato che il totale deve restare maggiore di zero (se si annullasse la portanza si annullerebbe di conseguenza), deve sempre essere:

Vv<Vr
- Che sia Vv<Vr non è sufficiente. Se infatti la velocità sul lato retrocedente è positiva ma molto bassa, per generare comunque portanza di valore sufficiente l'angolo d'incidenza deve essere aumentato di conseguenza. Ma questo aumento d'incidenza è limitato dallo stallo della pala. Quindi non basta che la Vv sia minore della Vr ma essa deve effettivamente essere "molto minore" per restare lontani da questa situazione. Quindi:

Vv<<Vr
- Quando la pala si trova sul lato avanzante, invece, le due velocità si sommano. Anche in questo caso la loro somma non può però crescere indefinitivamente perché quando essa si avvicina ad un valore critico prossimo alla velocità del suono "Vs", la resistenza aerodinamica cresce notevolmente e la portanza diminuisce. Quindi:

Vv+Vr<Vs
- Anche se con un legame non semplice, il tipico rumore prodotto da un elicottero è proporzionale alla Vr, che deve quindi essere contenuta per motivi di inquinamento acustico. Quindi:

Vr più piccola possibile
- Il rotore è collegato al motore tramite una ruota libera esattamente come i pedali di una bicicletta alla ruota posteriore. In questo modo, se durante il volo il motore (o i motori) cessa di funzionare (pedalare), il rotore non si blocca ma continua a ruotare per inerzia. In particolare, il rotore deve continuare a ruotare per inerzia per un certo tempo necessario al pilota per riconoscere il problema ed iniziare la manovra d'emergenza chiamata autorotazione. L'inerzia del rotore è proporzionale al suo peso ed alla sua Vr, che deve quindi essere elevata per dare al pilota maggior tempo di intervento per effettuare questa manovra di vitale importanza. Quindi:

Vr più grande possibile
Come si vede, sia la Vr che la Vv sono determinate da molti requisiti fra loro contrastanti i quali impongono alla fine un valore medio di circa:
- Vr ≅ 700 km/h (che vuol dire che le pale di un tipico elicottero da elisoccorso ruotano a 5-6 giri al secondo)
- Vv di volo massima ≅ 350 km/h

#### Effetto giroscopico
Da un punto di vista matematico, il rotore è un sistema in movimento con un moto armonico forzato in risonanza. Al di là della trattazione matematica, ciò significa in pratica che se si potesse dare un colpetto verso l'alto alla pala quando transita per esempio posteriormente sulla coda, essa flappeggerebbe sì verso l'alto ma raggiungendo il massimo non sulla coda stessa, come ci si aspetterebbe, bensì quando si trova sul lato destro, ovverosia con un ritardo di 1/4 di giro (90°). Questo effetto di ritardo, detto effetto giroscopico, può essere osservato più semplicemente in una trottola. Ovviamente nel caso del rotore il "colpetto" è costituito da una variazione di portanza. Questo implica che se si vuole ottenere ad esempio il massimo del flappeggio in corrispondenza del lato destro, l'aumento dell'incidenza della pala (ovverosia della portanza) deve essere imposto in corrispondenza della coda. Anche questo concetto fisico, seppur ben noto anche matematicamente, sfuggì ai pionieri. Lo stesso Sikorsky non aveva previsto questo sfasamento di 90° sui comandi del sul suo primo VS-300, che risultava quindi non intuitivamente controllabile.

### Rotore

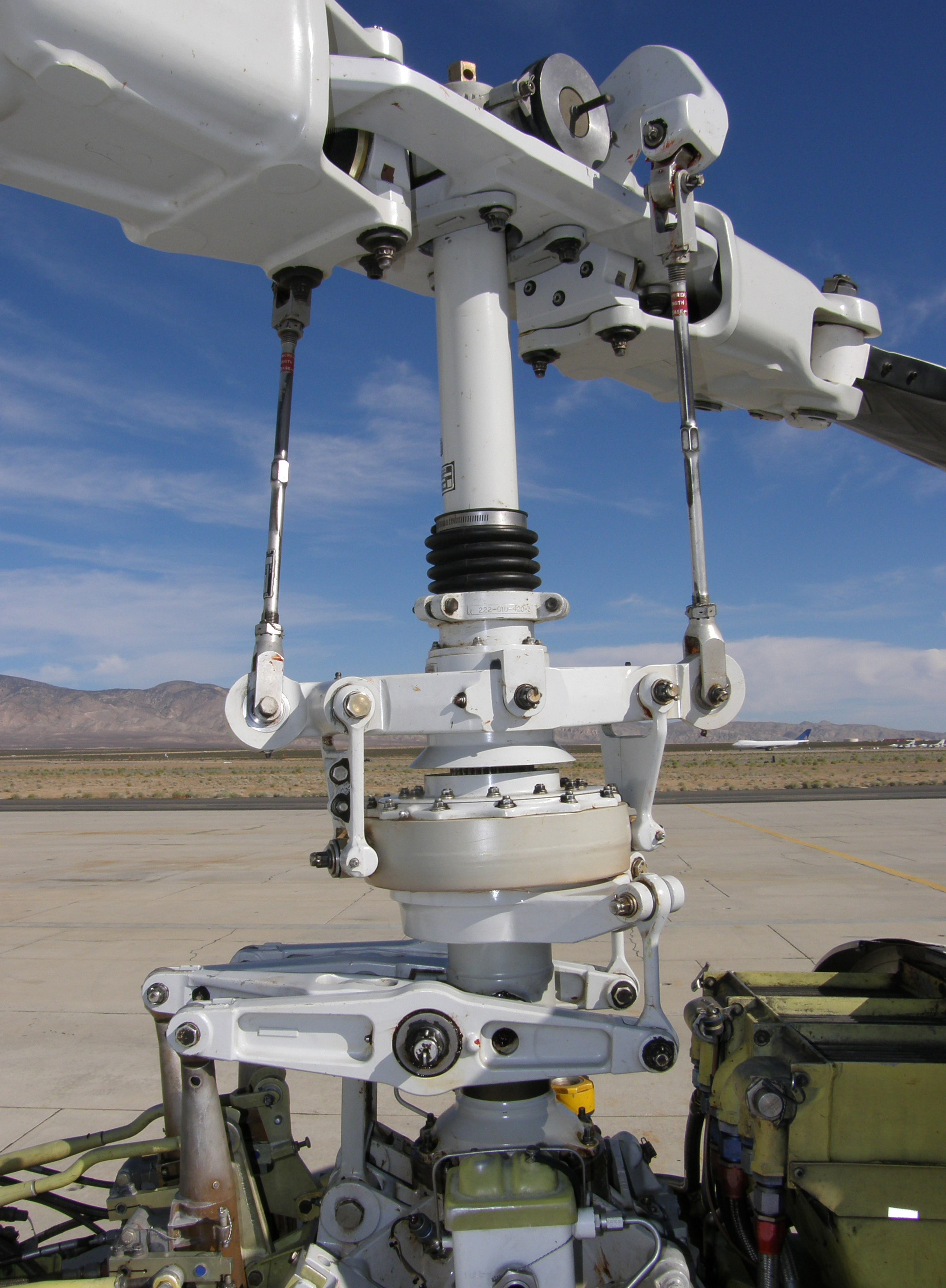
Questa immagine del Bell 222 mette bene in evidenzia i componenti di un tipico rotore aeronautico. Spostandosi dall'alto verso il basso si incontra:
la testa del rotore alla quale sono attaccate le pale per mezzo di cerniere;
l'albero ruotante;
il piatto oscillante collegato alle pale tramite le due biellette alla destra e alla sinistra dell'albero;
il meccanismo che modifica l'inclinazione del piatto oscillante

Il rotore è il cuore dell'elicottero dato che ha la funzione non solo di generare la trazione necessaria a sostenere l'elicottero in volo ma anche la propulsione necessaria a vincere la resistenza aerodinamica e le forze e i momenti necessari a manovrarlo (solo per comparazione, in un aereo queste tre funzioni sono assolte da tre componenti ben distinte, ovverosia l'ala, il propulsore ed i piani di coda rispettivamente).
Nel seguito sono elencati gli elementi principali del rotore.

#### Testa del rotore o mozzo
Solitamente in titanio o materiale composito, è il complesso a cui sono attaccate le pale e che si innesta sull'albero.

#### Albero
Solitamente in materiale metallico, ha sezione circolare ed è cavo all'interno per limitarne il peso. Una estremità si innesta nella trasmissione mentre all'altra si innesta (oppure è un tutt'uno con) la testa del rotore.

#### Cerniere

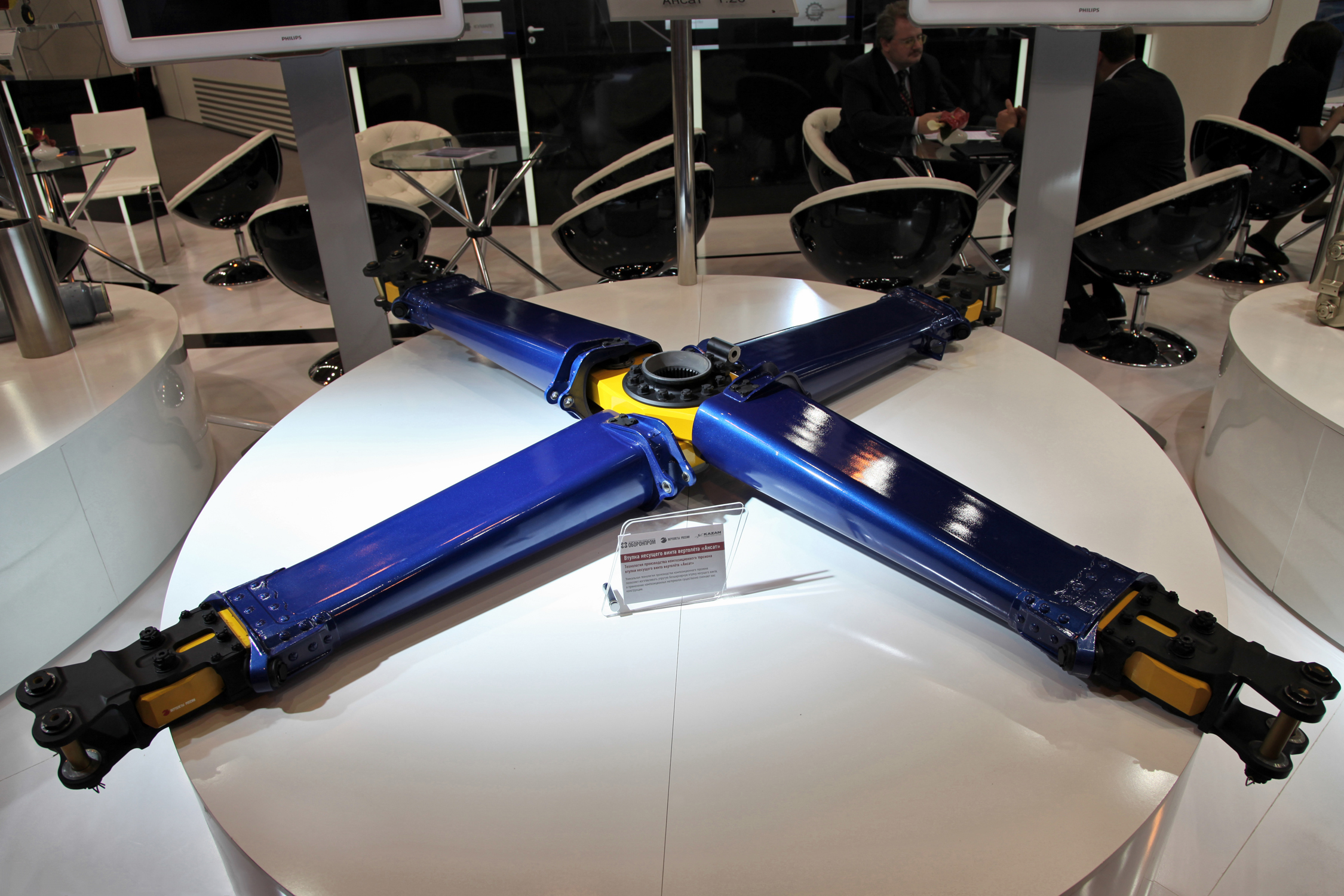
Esempio di rotore bearingless: le cerniere sono sostituite da un elemento flessibile (in giallo)

È lo snodo meccanico attraverso il quale le pale sono collegate al mozzo. Nei primi elicotteri degli anni 1950 esse erano delle semplici cerniere a cuscinetti. A causa delle elevate forze centrifughe che su di esse si scaricavano dalle pale, la loro usura era piuttosto veloce e comportava una frequente sostituzione, con elevati costi di manutenzione. Una prima soluzione a questo problema fu l'eliminazione completa delle cerniere di flappeggio e di ritardo attraverso la costruzione di pale dotate di una radice molto soffice ed in grado quindi di lasciare flappeggiare e ritardare la pala liberamente anche senza la presenza fisica di una cerniera; precursore di questa soluzione fu il MBB Bo 105. Rotori di questo tipo si definiscono hingeless (senza cerniera, appunto) o semirigidi. Nei rotori semirigidi la cerniera di variazione passo, con i relativi cuscinetti, viene mantenuta essendo meno soggetta ad usura non dovendo supportare direttamente le forze centrifughe. In rotori più moderni la cerniera di variazione passo è sostituita da una più semplice cerniera in materiale elastomerico oppure è anch'essa eliminata in favore di una radice della pala costruita in modo tale da lasciare alla pala completa libertà di rotazione attorno ai tre assi di flappeggio, di ritardo e di variazione passo. Rotori di questo tipo si definiscono bearingless (senza cuscinetti) o rigidi, che è una definizione fuoriviante dato che, all'opposto, la radice della pala è in realtà soffice (un rotore propriamente rigido, ovvero con una radice della pala effettivamente rigida e collegata rigidamente al mozzo, è quello ad esempio del Sikorsky X2).

#### Smorzatori

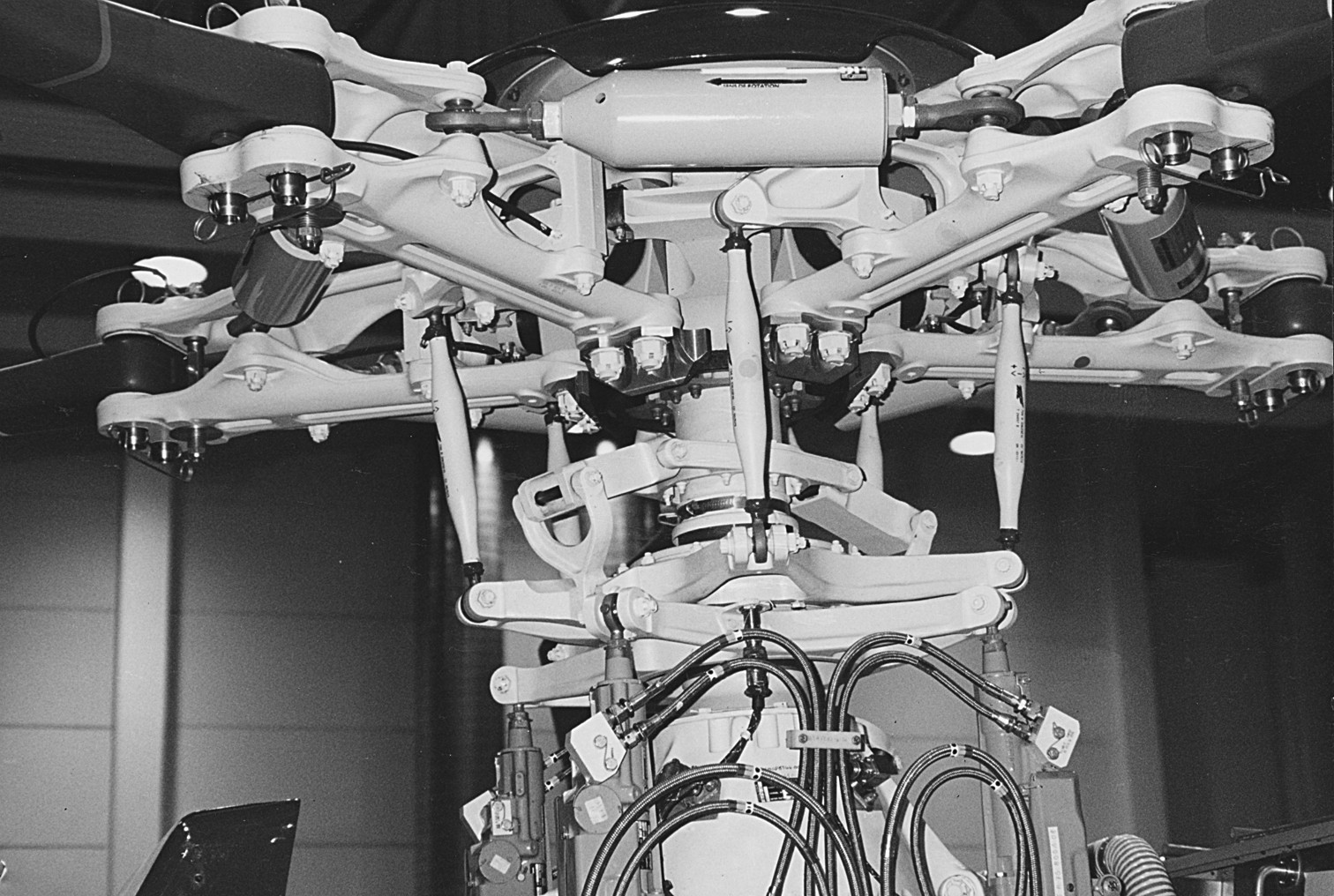
Testa del rotore di un EC 155. In primo piano fra le due pale si vede lo smorzatore viscoso per la cerniera di ritardo. In basso si notano anche i tre attuatori del piatto fisso a ciascuno dei quali arrivano due tubi del circuito idraulico.

Come visto il rotore è fisicamente un sistema in risonanza, tuttavia i movimenti delle pale attorno alle cerniere non mostrano i fenomeni distruttivi tipici della risonanza (ben evidenziati ad esempio dal famoso crollo del Ponte di Tacoma), questo perché i relativi movimenti vengono smorzati. In particolare, il moto attorno:
- alla cerniera di flappeggio viene fortemente smorzato dalle forze aerodinamiche.
- alla cerniera di variazione passo viene smorzato dal collegamento meccanico e/o idraulico con i comandi di volo attraverso il piatto oscillante.
- alla cerniera di ritardo non è invece sufficientemente smorzato aerodinamicamente e/o meccanicamente e quando l'elicottero è a terra esso si può accoppiare con il movimento dovuto all'elasticità dei carrelli d'atterraggio generando una pericolosa risonanza detta "ground resonance" la quale può portare alla distruzione della struttura in pochi secondi; per tale motivo si adottano smorzatori viscosi attorno a questa cerniera.

#### Pala

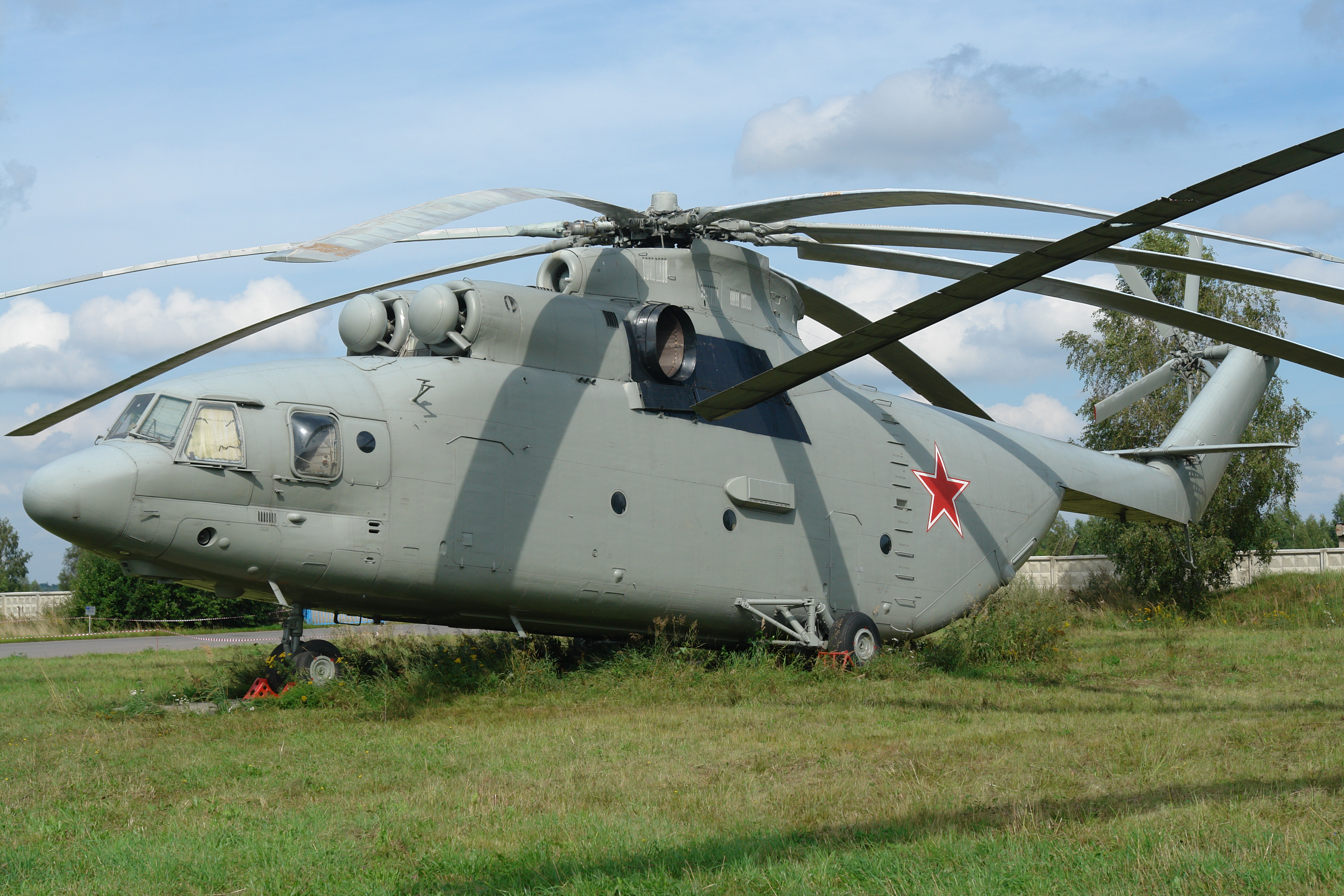
Le pale di un Mil Mi-26 piegate sotto il loro stesso peso

La pala è l'elemento che genera tutte le forze aerodinamiche e che le trasmette al mozzo e di conseguenza all'elicottero. La forma ed il numero delle pale sono definiti da requisiti meccanici ed aerodinamici spesso contrastanti. Senza entrare nel merito, in generale:
- per limitare la resistenza aerodinamica indotta, le pale devono avere un elevato allungamento alare; per soddisfare tale requisito l'apertura della pala deve quindi essere la più elevata possibile e la corda la più piccola possibile, esattamente come avviene per l'ala degli alianti.
- la lunghezza delle pale deve comunque essere contenuta per limitarne il peso, mentre la corda deve essere superiore ad un certo valore per massimizzare l'efficienza aerodinamica, che è bassa per corde basse (per i modelli di elicottero radiocomandati, ad esempio, l'efficienza aerodinamica è piuttosto scarsa).
- la velocità Vr dovuta alla rotazione attorno al mozzo, aumenta man mano che ci si sposta dalla radice alla estremità della pala, essendo nulla alla radice. Dato che la portanza va col quadrato della velocità, essa assumerebbe valori via via maggiori spostandosi verso l'estremità della pala; si compensa questo effetto svergolando la pala lungo l'apertura in modo tale che l'angolo d'incidenza sia via via minore.
- la superficie totale delle pale è determinata, in maniera complessa, in base alle prestazioni che l'elicottero deve essere in grado di sviluppare in volo. Una volta determinata, essa viene suddivisa fra le pale il cui numero è determinato oltre che dai requisiti appena elencati, anche da altri; ad esempio, il loro numero deve essere il più basso possibile per contenere sia il peso complessivo del rotore, sia il suo costo, sia la sua resistenza aerodinamica (un mozzo con poche pale è aerodinamicamente più "pulito"); deve essere elevato per limitare le vibrazioni prodotte dalle pale (che è proporzionale al numero delle pale stesse); molte pale implica corde più basse e quindi minore efficienza aerodinamica; corde basse implica anche minore spazio per la struttura della pala che quindi tende a deformarsi troppo.
- anche la forma del profilo alare è determinato da requisiti contrastanti.

## Tecniche di pilotaggio
La conduzione di un elicottero è completamente differente da quella di un aereo, poiché i principi fisici in gioco sono solo parzialmente gli stessi. Nell'aereo si usa sostanzialmente una mano per l'assetto orizzontale e laterale ed i piedi per la direzione. Nell'elicottero occorre avere una mano anche per regolare la potenza del motore e l'inclinazione delle pale, quindi occorre coordinare cinque movimenti invece di tre. Inoltre, mentre l'aereo è stabile e può proseguire il volo orizzontale da solo, l'elicottero non appena vengono abbandonati i comandi tende ad inclinarsi o ad alterare la posizione.
In realtà il volo orizzontale non presenta grandi difficoltà, mentre mantenere l'elicottero fermo in una posizione, quota e direzione determinate è estremamente difficile, in particolare in presenza di vento, il che complica gli atterraggi di precisione e soprattutto i recuperi dall'alto con il verricello.
Negli elicotteri a turboalbero non occorre prestare particolare attenzione a non far perdere giri al motore, in quanto questa incombenza viene normalmente demandata al governor della turbina che agendo sul fuel control (cioè sul controllo del combustibile iniettato) assicura che il rotore principale giri sempre con la velocità prevista dal progetto e di conseguenza anche quello di coda, in modo che l'aeromobile non perda mai efficienza rotorica. Per quanto riguarda invece gli elicotteri equipaggiati con motori a ciclo Otto è compito del pilota prestare particolare attenzione a non far scendere il motore dal regime di rotazione previsto, altrimenti si potrebbe perdere drasticamente potenza, con la conseguente perdita di controllo dell'aeromobile dovuta ad una inefficienza rotorica. Quindi, se viene aumentato l'angolo delle pale eccessivamente senza compensarlo con un aumento dell'acceleratore, il motore perde giri e anche ridando "tutta manetta", non si riprende, se non riportando le pale in posizione neutra. Se il motore finisce per spegnersi, occorre molto tempo per riavviarlo (operazione molto difficoltosa e pericolosa).
Alcuni elicotteri sono sprovvisti della manetta di controllo del motore, inoltre la maggior parte degli elicotteri a turbina (esotermici) vengono pilotati con la o le manette completamente frizionate, rendendo impossibile una regolazione istantanea da parte del pilota. La maggior parte degli elicotteri con motore a pistoni è al giorno d'oggi provvista di un sistema automatico di controllo del regime del motore (governor).

### I controlli
I controlli dell'elicottero sono il collettivo, la manetta, il ciclico e la pedaliera.
Il collettivo (o CPC - collective pitch control) controlla l'angolo di calettamento geometrico delle pale, il quale non va confuso con l'angolo di attacco, cioè l'inclinazione delle pale rispetto al piano orizzontale sul quale sono innestate (di questo piano, l'asse di rotazione del rotore è la normale). All'aumento dell'angolo di attacco corrisponde un aumento di incidenza e conseguente di portanza ed esso è solo in parte regolato dal collettivo, in quanto è il ciclico che varia l'inclinazione della pala ad ogni rotazione per spostare l'aeromobile nelle varie direzioni, mentre il collettivo comporta una variazione dell'inclinazione su tutte le pale contemporaneamente in modo da ricevere più o meno spinta verso l'alto dell'elicottero.
La manetta è un semplice acceleratore che consente di controllare il regime del motore e dunque di trasmettere maggiore o minor potenza al rotore secondo la necessità del momento. Nei modelli più recenti con motore a turbina si utilizza un sistema computerizzato di gestione dei regimi che consente di delegare al software accelerazione e decelerazione del motore. Questo sistema è chiamato FADEC (Full Authority Digital Engine Control), termine usato anche per il sistema presente negli aerei che svolge la stessa funzione, rendendo non più necessario l'uso della manetta se non in caso di emergenza. I più recenti elicotteri monomotore sono equipaggiati con due FADEC di cui uno è alimentato da una batteria indipendente, in modo tale da assicurare un perfetto funzionamento dell'elicottero anche in caso di completa avaria elettrica e/o elettronica.

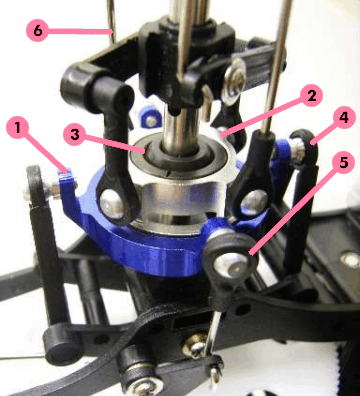
Piatto oscillante di un elicottero radiocomandato
1. piatto esterno fisso (blu)
2. piatto interno rotante (metallo)
3. giunto sferico
4. controllo lungo l'asse di beccheggio. Inclina il rotore in senso longitudinale e evita la rotazione dell'anello esterno (compasso).
5. controllo lungo l'asse di rollio. Inclina il rotore lateralmente
6. bielle di collegamento (color metallo) alle pale del rotore
In nero le bielle che variano il passo delle pale controllate dal piatto interno

Il ciclico, con comando a cloche, è il più sofisticato ed il più delicato dei controlli, poiché governa la variazione ciclica dell'angolo di attacco delle pale: le pale, durante il loro giro di 360° non hanno un angolo di attacco costante, ma hanno una variazione di inclinazione che serve in generale ad ottimizzare la propulsione, ed in particolare a distribuire opportunamente la spinta in modo da consentire variazioni di assetto e spostamento dell'elicottero.
Questa variazione è appunto dominata dal ciclico, così chiamato perché la fa operare nel numero di volte desiderate e possibili per ciascun giro della pala (per cicli).
La variazione è poi opportunamente anticipata (calettatura) tenendo conto di fattori come la precessione giroscopica. Infatti, se su un corpo che ruota su sé stesso andiamo ad imprimere una forza trasversalmente al suo asse di rotazione essa risponderà 90° dopo rispetto al senso di rotazione stesso; quindi quando diamo ciclico avanti (ipotizziamo un rotore sinistrorso, cioè che gira in senso antiorario) le biellette del piatto oscillante si alzeranno ed andranno a dare ulteriore passo alla pala che sarà a sinistra cosicché la portanza si porterà in maggior parte sul semidisco posteriore e l'elicottero potrà traslare in avanti.
La pedaliera aziona tramite leveraggi il rotore di coda (se esistente) il quale consente il controllo della direzione della prua dell'aeromobile rispetto alla direzione di avanzamento, ovvero il controllo dello "yaw axis". Essa svolge una importantissima funzione durante i decolli e gli atterraggi verticali: l'abbassarsi o l'innalzarsi della leva del passo collettivo comporta infatti variazioni della coppia di reazione che cambiano la direzione della prua. Poiché il rotore di coda ha molto più braccio della prua dell'elicottero rispetto all'asse di rotazione del rotore principale, pochi gradi di variazione dell'angolo di prua possono muovere facilmente il pericoloso rotore anche di un metro a destra o a sinistra. Occorre grande prontezza per compensare con il piede eventuali turbolenze che colpiscano le pale in modo non uniforme.

### Decollo
Il decollo dell'elicottero si ottiene incrementando la spinta che le pale esercitano sull'aria; questo è possibile aumentando il passo collettivo (angolo d'incidenza delle pale) che determina una maggiore esposizione all'aria della superficie alare. In questa fase il numero di giri del rotore rimane costante come del resto in tutte le fasi del volo (manetta su flight). Bisogna inoltre esercitare una pressione sulla pedaliera che comanda il rotore di coda in modo da esercitare una forza pari e opposta al rotore principale.
Il rotore di coda non è altro che "un'anticoppia" che si contrappone alla coppia del rotore principale che determinerebbe una rotazione della fusoliera nel senso opposto alla rotazione del rotore, per il terzo principio della dinamica, che ad ogni azione ne corrisponde una uguale e contraria.
Facendo ciò l'elicottero si alza e rimane nell'assetto di volo desiderato.

### Spostamento longitudinale
Il pilota per portare l'elicottero dal volo a punto fisso al volo traslato non farà altro che portare in avanti la leva del passo ciclico, però così facendo l'elicottero prenderà un assetto picchiato e quindi perderà quota, per ovviare al problema bisognerà dare un po' di collettivo per far sì che la portanza sia pari al peso più il difetto di assetto; però dando collettivo il pilota darà più resistenza al rotore principale quindi la coppia generata sarà più forte, la diminuirà dando pedaliera nel senso di rotazione del rotore. Chiaramente tutte le sopracitate operazioni andranno fatte quasi contemporaneamente.

### Cambio di direzione orizzontale

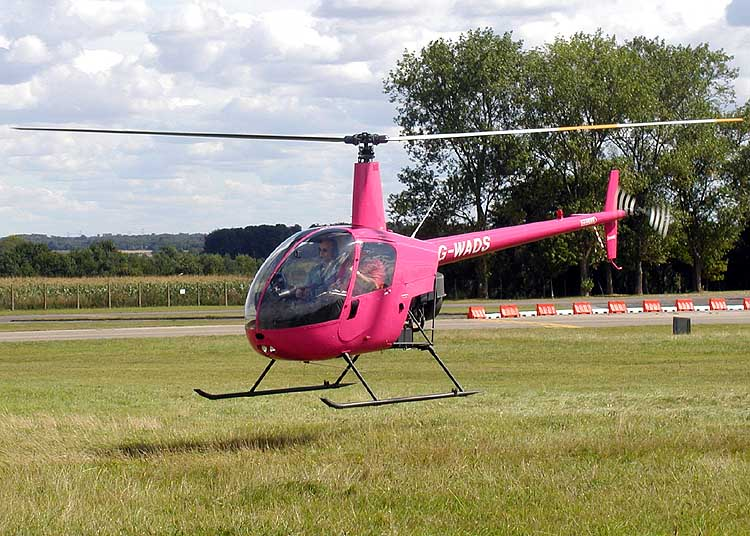
Robinson R22. Questo modello è usato di frequente nelle scuole di pilotaggio per elicotteri

La "svolta" orizzontale a sinistra o a destra, tecnicamente una virata, si ottiene con un opportuno sfruttamento di quella controrotazione che era il problema da superare per il genio di Leonardo.
In volo, i due rotori sono in moto rispettivamente bilanciato e producono l'uno lo spostamento (verticale) e l'altro la stabilizzazione (longitudinale).
Nell'elicottero tradizionale, quindi, il rotore di coda consente il cambio di direzione (taluni dicono "cambio di prua") semplicemente intervenendo sul passo delle pale: aumentandolo o diminuendolo, il rotore di coda darà minore o maggiore contrasto al moto "istintivo" di controrotazione, facendo perciò spostare la coda dell'aeromobile e dunque cambiare di direzione.
Nell'elicottero ad eliche controrotanti (come il Chinook), invece, un principio simile consente di intervenire sulla velocità di rotazione di uno dei due rotori, con produzione di analoghi effetti ed uguali risultati.

### Gli stalli
Lo stallo di un elicottero avviene quando i filetti fluidi di aria che viene investita dalla pala si staccano in prossimità del bordo d'attacco quindi non si verrà a creare la zona di depressione sull'estradosso (parte superiore della pala) e la nostra pala non avrà più portanza: tale situazione si verifica con un angolo di incidenza superiore ai 18°, costruttivamente dando tutto passo non si raggiungono valori così alti però in determinate situazioni ci si può arrivare.
Lo stallo del rotore è la principale causa dei limiti di velocità di un elicottero, se noi consideriamo che le pale girando vanno a creare un disco e mettiamo questo disco in VRO (volo rettilineo orizzontale) a velocità abbastanza elevate noteremo che metà disco (semidisco avanzante) andrà ad investire aria rispetto al senso di marcia mentre l'altra metà (semidisco retrocedente) la subirà negativamente.
Tenendo conto che nella formula della portanza
{\displaystyle C_{L}={\frac {L}{{\frac {1}{2}}\rho \,V^{2}\,S}}}
la velocità entra al quadrato, al semidisco avanzante andrà sommata la velocità dell'elicottero mentre al semidisco retrocedente questa velocità andrà sottratta, avremo quindi un semidisco con una portanza molto elevata ed un semidisco con una portanza pressoché nulla quindi l'elicottero comincerà a vibrare in maniera molto forte e poi comincerà a girare su se stesso.
In ultimo il più pericoloso degli stalli: il cosiddetto power settling (scaduta con potenza) comunemente chiamato anello vorticoso o stato di vortice (in inglese è detto anche vortex ring state); calcolando che il rotore genera un flusso d'aria che lo attraversa dall'alto verso il basso se il pilota si appresta ad un atterraggio quasi verticale con una velocità di discesa sostenuta c'è il rischio che l'elicottero scenda alla velocità dell'aria da lui stesso generata e quindi avremo il rotore che "naviga nel vuoto"; aumentando il passo collettivo non faremo altro che aumentare la velocità di questo flusso per cui peggioreremo solo la situazione, l'unica maniera per uscirne è entrare in autorotazione, se la quota lo permette, e traslare in avanti riducendo il passo collettivo, una volta fuori dal flusso potremo ridare passo (Vedi nota).
Il vortice può investire l'elicottero anche in caso di vento relativo in coda, cioè se l'elicottero è fermo con vento da dietro, oppure se l'elicottero procede all'indietro. Questa situazione deve essere assolutamente evitata perché rende l'elicottero ingovernabile.

### L'autorotazione
È la manovra di emergenza effettuata durante la discesa dopo un'avaria all'impianto motore, simulata o reale. Durante questa discesa controllata, il rotore principale gira a causa del flusso d'aria verticale attraverso il disco del rotore. Il pilota deve abbassare il collettivo per mantenere il numero di giri al minuto del rotore principale durante la discesa entro parametri prestabiliti. La velocità di rotazione non può essere né troppo alta né troppo bassa per evitare danneggiamenti strutturali. Il pilota, poco prima dell'atterraggio, alza il collettivo e frena l'elicottero.
Nell'elicottero l'autorotazione equivale alla planata con motore spento in un aeroplano. I piloti si esercitano nell'autorotazione in modo da riuscire ad effettuare un atterraggio di emergenza. Durante l'autorotazione, viene disattivato il collegamento tra il rotore principale ed il motore, che non fornisce più al rotore l'energia necessaria per girare. L'energia viene invece generata dal passaggio dell'aria attraverso le pale durante la discesa e dalla forza d'inerzia del rotore principale. Il numero di giri al minuto del rotore è il fattore più importante da considerare durante l'autorotazione. Girando, il rotore fornisce la portanza necessaria a stabilizzare la discesa ed immagazzina l'energia utilizzata per ammortizzare l'atterraggio. Se il numero di giri al minuto diminuisce eccessivamente, il rotore non potrà svolgere questa funzione poiché, ad esempio, diminuirà la componente di portanza.
Qualunque elicottero deve essere in grado di scendere in autorotazione; esistono però dei campi di velocità pericolosi, cioè condizioni di volo per le quali l'autorotazione non garantisce un buon esito:
- una prima condizione è rappresentata da volo a bassa velocità e a bassa quota; in questo caso se si ferma il motore, la bassa velocità di traslazione non permette di ottenere un flusso d'aria attraverso il disco sufficiente a produrre una portanza idonea a frenare la discesa ed evitare l'impatto con il suolo.
- la seconda condizione critica di volo si ha quando l'elicottero vola comunque al sotto di una certa altezza dal suolo, anche ad elevata velocità di traslazione. In questo caso, l'inevitabile perdita di quota conseguente all'avaria del motore, comporterà l'impatto con il suolo, senza che ci sia il tempo di effettuare in sicurezza la manovra di frenata all'ultimo istante, che garantirebbe l'incolumità (detta flare).

L'insieme di queste condizioni di volo è rappresentato sul grafico caratteristico quota-velocità, con un'area al di sotto di una curva che prende il nome di curva dell'uomo morto. I piloti di elicottero sono a conoscenza del fenomeno e cercano di restare in queste condizioni il minor tempo possibile, guadagnando quota e velocità, appena possibile, e permanendo nelle condizioni quota-velocità critiche solo per lo stretto necessario, o quando non sia possibile farne a meno.

## Impieghi

### Civili

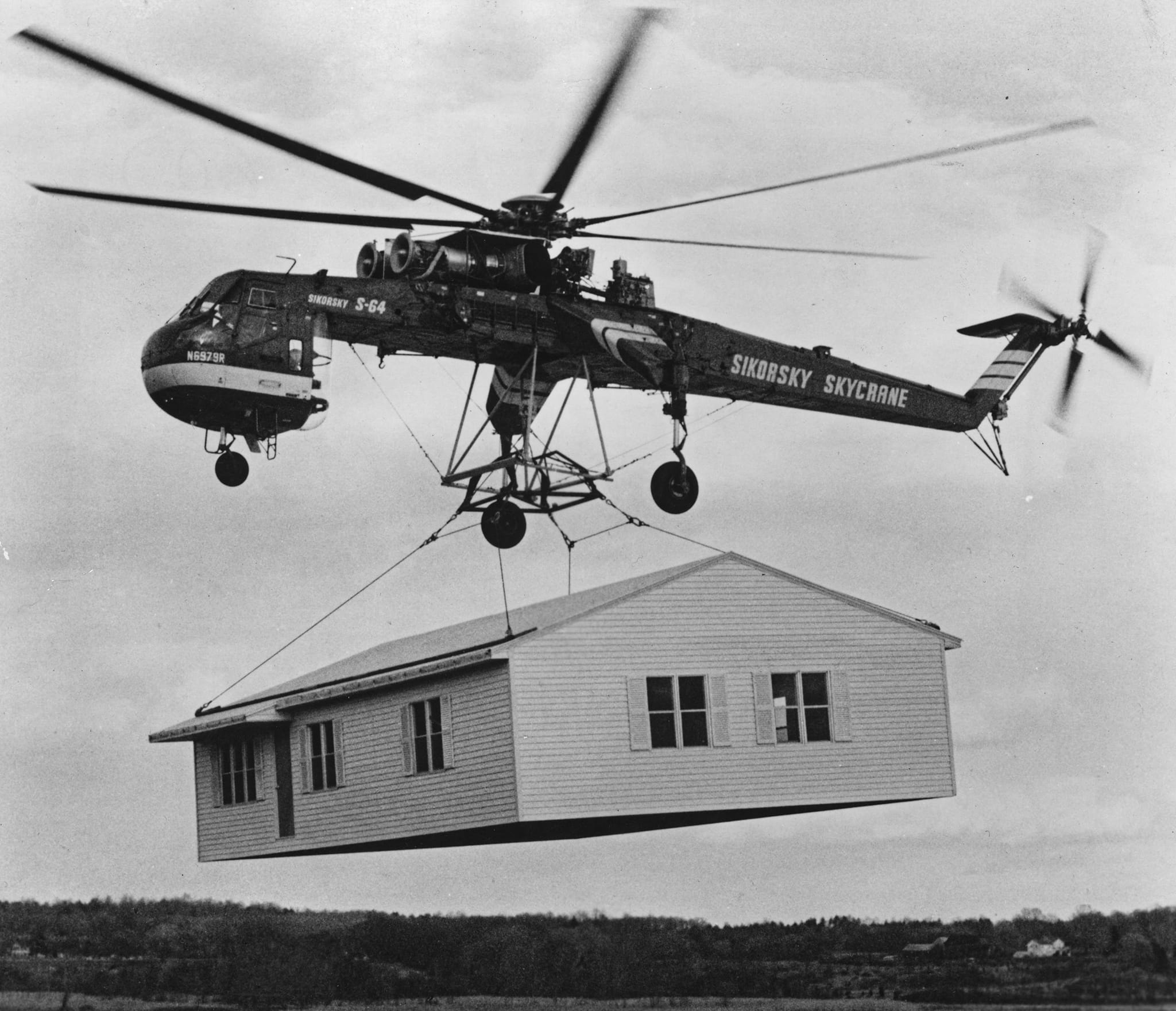
L'elicottero Sikorsky S-64 Gru volante mentre trasporta una casa prefabbricata

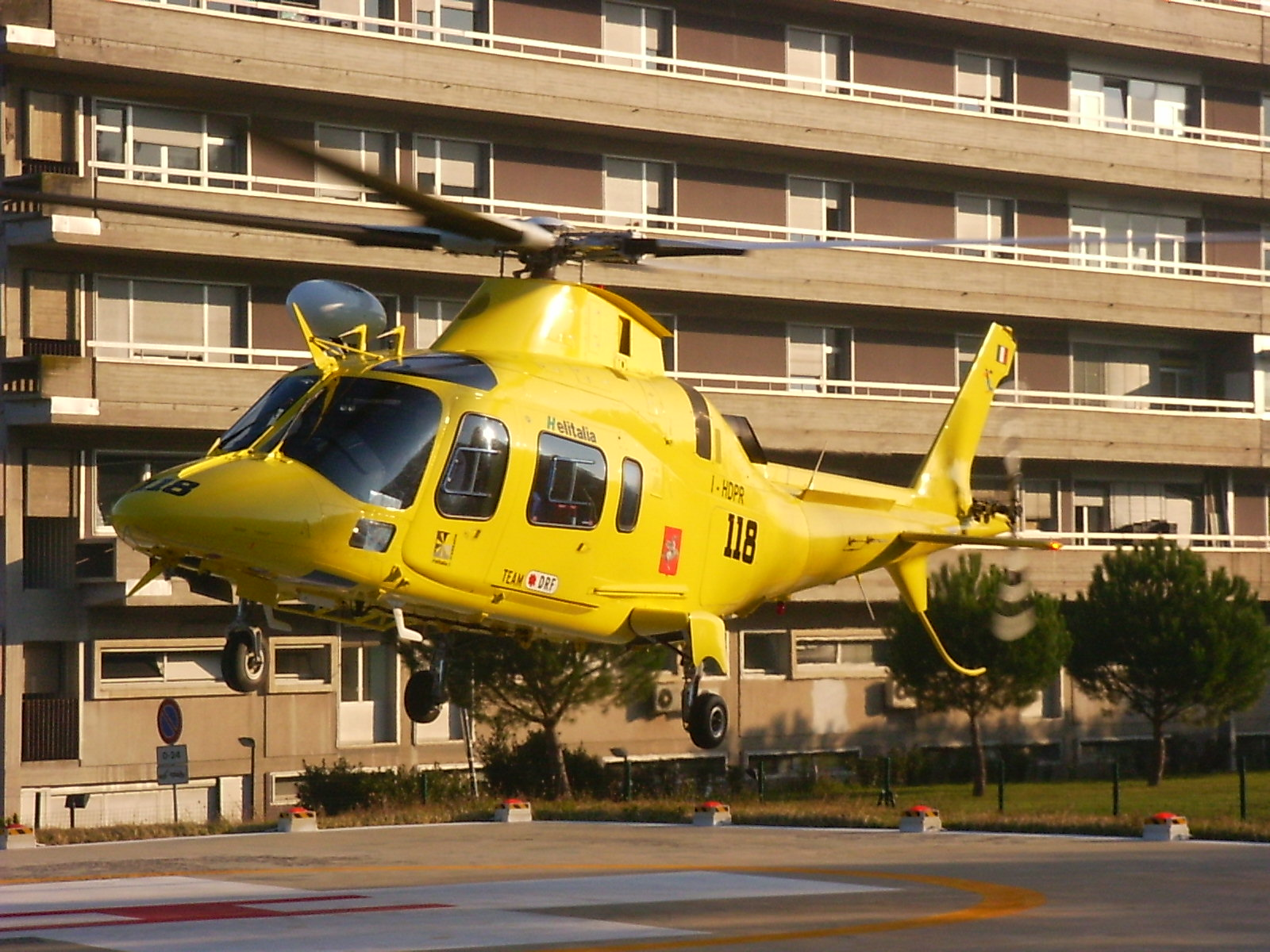
Eliambulanza del 118 in Toscana (A109)

Gli impieghi civili dell'ala rotante sono molteplici. Questa qualità specifica deriva dal fatto che l'elicottero può atterrare e decollare in spazi ristretti, può rimanere immobile in aria e muoversi in tutte le direzioni, anche all'indietro.
Tra gli utilizzi civili, sicuramente è da annoverare il trasporto di persone e di materiale e merci. Uno degli elicotteri più grandi al mondo, il russo Mi-6, può trasportare 90 passeggeri oppure 12.000 kg di carico.
Il servizio di eliambulanza (o elisoccorso), invece, ha assunto un particolare rilievo grazie alla possibilità concreta di salvare molte vite umane. Molti elicotteri vengono progettati dalle aziende costruttrici già in versione "eliambulanza" che prevede un ampio vano di carico per ospitare a bordo anche più barelle. Il servizio di eliambulanza in Italia è gestito dal 118 che ha basi in varie regioni. Dispone di 7 modelli di elicotteri che sono AgustaWestland AW139, Bell 412, AgustaWestland AW109, Eurocopter EC 135, Eurocopter BK117, Eurocopter EC145 e Eurocopter AS 365.
L'utilizzo antincendio viene effettuato con elicotteri equipaggiati di benna, un recipiente semirigido che può essere riempito d'acqua facilmente ed in breve tempo. Esistono anche modelli di elicottero che invece aspirano l'acqua da un tubo mobile per immagazzinarla in un serbatoio posto sul fondo dell'aeromobile. In Italia il primo reparto elicotteri dei vigili del fuoco è stato creato a Modena nel 1954 con un AB.47G-2 poi denominato Bell 47. L'iniziativa fu un successo e l'anno successivo vennero acquistati altri elicotteri e vennero creati due nuovi nuclei a Roma e Napoli. Oggi i vigili del fuoco dispongono di tre modelli dei elicotteri che sono Bell 412, Bell 206 e Bell UH-1 Iroquois.
Altri impieghi sono la costruzione di teleferiche e funivie, la realizzazione e la manutenzione di reti elettriche e di comunicazione in aree impervie, il trasporto in montagna e l'utilizzo per le riprese televisive.
Un impiego civile degli elicotteri è anche il monitoraggio e l'irrorazione delle colture agricole come il progetto Yamaha R MAX di Yamaha Motor Company.

### Militari e di polizia

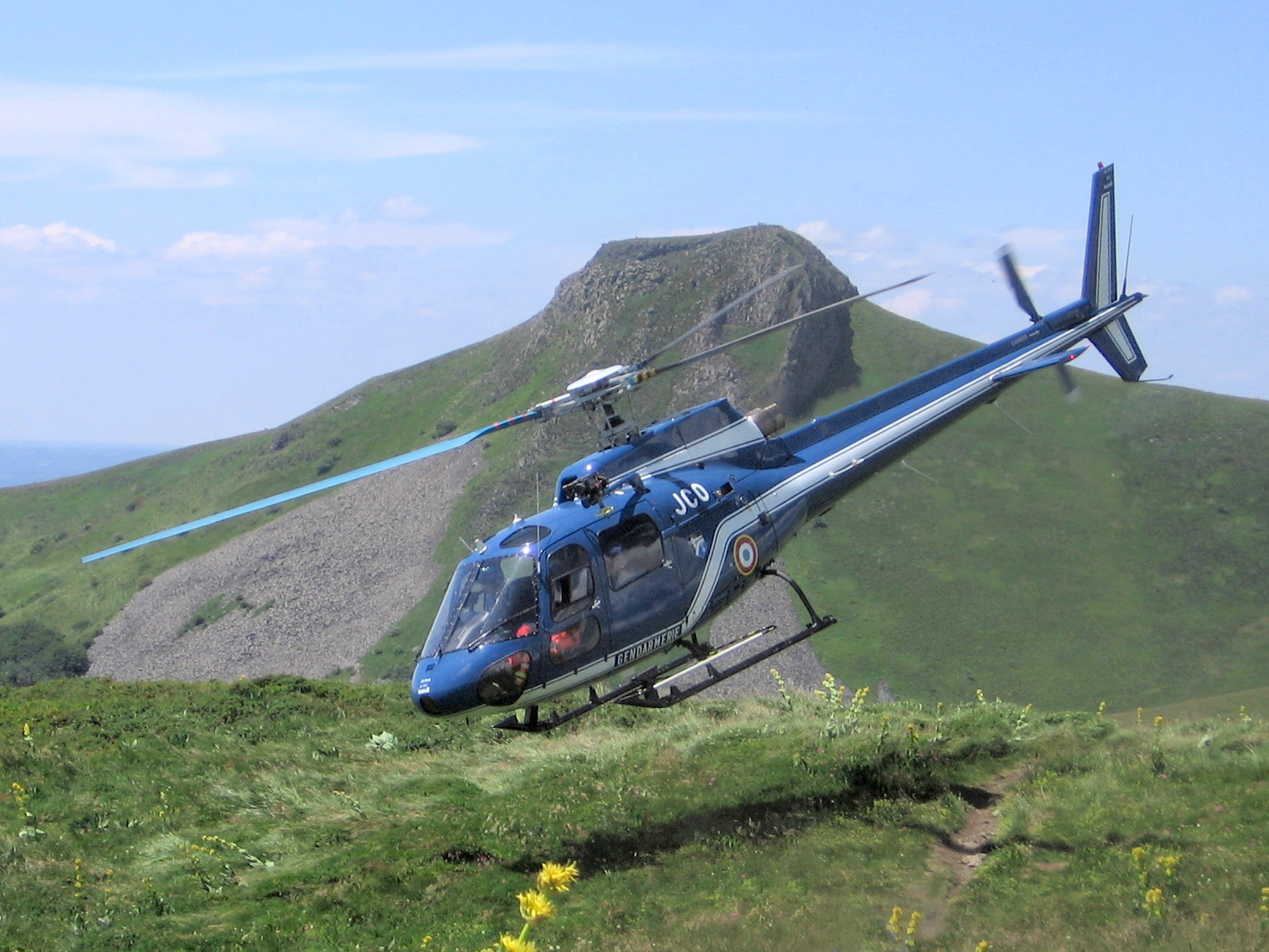
Elicottero utilizzato dalla Gendarmerie nationale francese (Écureuil AS 350)

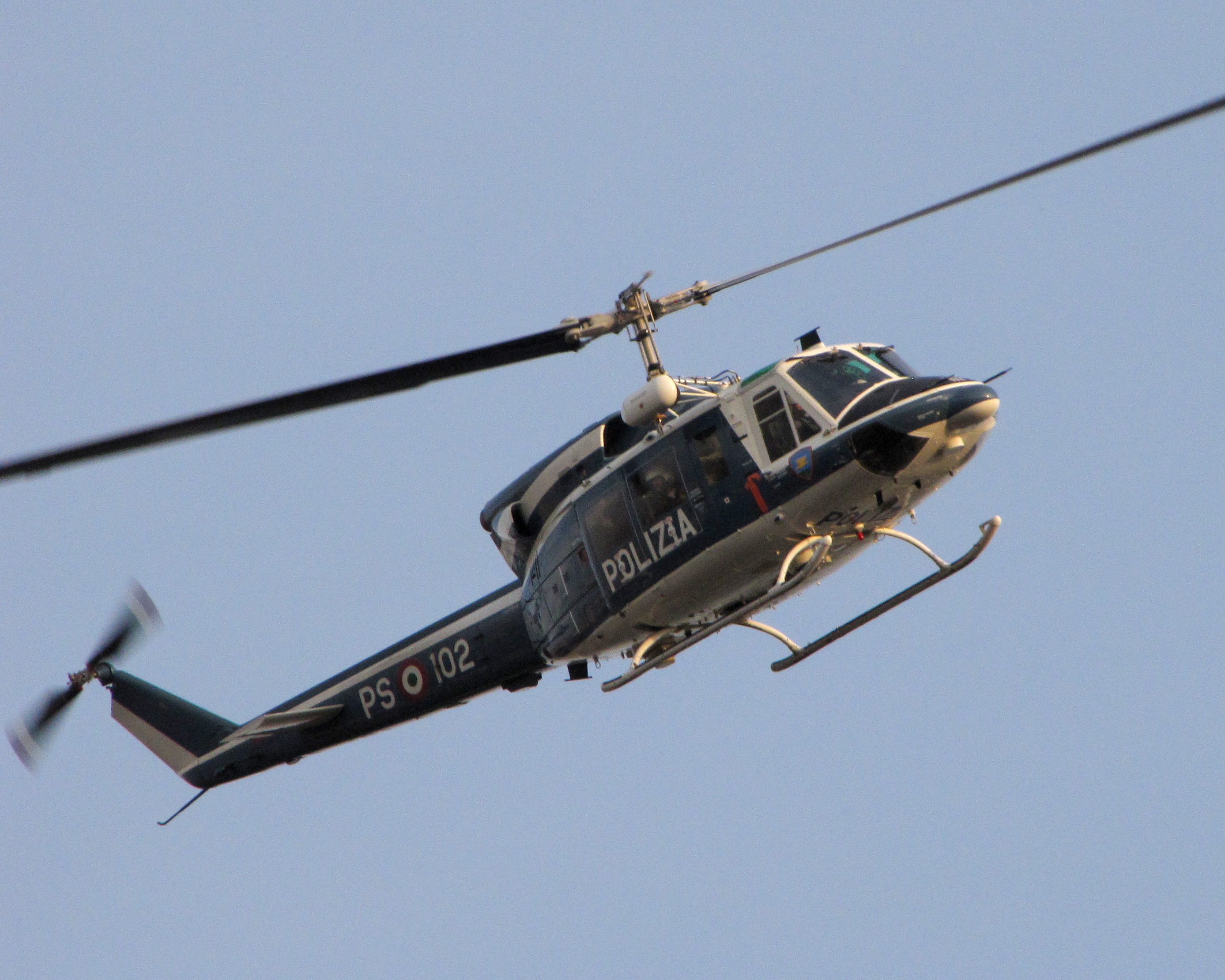
Elicottero utilizzato dalla Polizia italiana (AB 212)

Di solito gli elicotteri dei vari corpi di polizia nel mondo vengono impiegati in attività di soccorso, monitoraggio, recupero in mare o in montagna. Vengono anche impiegati durante le manifestazioni di vario genere o partite di calcio, passando per il monitoraggio del traffico automobilistico su strade e autostrade nei week-end e durante i periodi di estivi, in generale durante i periodi delle vacanze, oppure vengono utilizzati per contrastare i fenomeni di contrabbando. Grazie alle loro ridotte dimensioni, sono sempre pronti a entrare in azione per garantire la sicurezza dei cittadini dall'alto.
In Italia elicotteri sono in dotazione in tutte le forze armate e forze dell'ordine, in particolare nella Polizia di Stato, nell'Arma dei Carabinieri, nella Guardia di Finanza, nell'Esercito Italiano, nell'Aeronautica Militare, nella Marina Militare, nel Corpo Forestale dello Stato, nel Corpo Nazionale dei Vigili del Fuoco, nel Corpo delle capitanerie di porto - Guardia costiera e nella Protezione Civile. In Italia il primo gruppo volo della polizia di stato è stato costituito ufficialmente il 1º gennaio 1971 a Pratica di Mare (Roma). Oggi conta 11 gruppi che coprono tutto il territorio nazionale. La polizia di stato ha in dotazione tre modelli di elicotteri: Agusta-Bell AB206, AgustaWestland AW109 e Agusta-Bell AB 212.
L'arma dei Carabinieri, invece, ha una lunga storia con il volo visto che durante la prima guerra mondiale ci furono dei piloti carabinieri. Ma il reparto volo con elicotteri viene costituito il 25 marzo 1960 con l'acquisto da parte dell'arma di quattro AB 47 J "Ranger" poi denominato Bell 47 che operavano in Sardegna, Puglia e Sicilia.
Oggi L'arma ha a disposizione tre tipi di elicotteri (Agusta-Bell AB206, AgustaWestland AW109 e Agusta-Bell AB 412) che operano su tutto il territorio nazionale.
La prima struttura del reparto volo dei carabinieri è nata il 1º giugno 1965 a Pratica di Mare.
Gli eserciti utilizzano gli elicotteri ovviamente come mezzi di combattimento, ma anche come supporto per i militari e mezzi a terra, esplorazione di scenari di guerra e il trasporto di militari, mezzi o di feriti (elicotteri cargo). I mezzi dell'esercito vengono utilizzati anche nelle emergenze e nelle catastrofi ambientali come accaduto in Abruzzo dove elicotteri militari hanno aiutato il trasporto dei feriti gravi e il trasporto degli aiuti che arrivavano da tutto il paese.
L'esercito italiano ha in dotazione gli stessi modelli delle forze dell'ordine (AB206, AB205, AW109, AB412 e AB212) inoltre utilizza, come elicottero da combattimento, il AgustaWestland AW129 ideato e prodotto completamente in Italia, anche se ricorda per fisionomia l'Apache statunitense, e come elicotteri da trasporto l'esercito ha in dotazione due modelli il Boeing CH-47 Chinook che può trasportare mezzi o militari e il NHIndustries NH90 che è impiegato per il trasporto di persone.

### Duali
Vari competitori europei del settore difesa-aerospazio, fra i quali l'italiana Leonardo, producono e commercializzano velivoli aeronautici detti dual purpose (elicotteri duali) perché impiegati:
- per scopi civili (dai Vigili del Fuoco, Guardie Forestali, Protezione Civile): per operazioni di soccorso, spegnimento incendi, monitoraggio ambientale e climatico,
- per finalità militari (Aeronautica Militare, ecc.): elicottero d'attacco in forze di interposizione internazionali.

Dal punto di vista sia tecnico che economico risulta fattibile (cost-effective) la conversione operativa da un impiego militare ad uno civile e viceversa, con costi minimi rispetto ai benefici attesi. Tali benefici per un investimento pubblico in genere sono stimati con una più puntuale e accurata analisi costi-efficacia.
Questi velivoli aeronautici sono progettati e dimensionati specificamente per un duplice scopo e con la flessibilità necessaria nell'eventualità di una diversa tipologia di impiego. Gli "adeguamenti" tecnici non dovrebbero prevedibilmente comportare modifiche strutturali e geometriche per le parti più complesse e costose, quanto l'installazione di parti d'arma, dotazioni elettroniche di rilevamento e simili.
Nelle contabilità del bilancio pubblico i singoli capitoli di spesa (nel previsionale, e consultivo) hanno la propria copertura finanziaria (mediante corrispondenti entrate fiscali, stanziamenti o trasferimenti fra organi della pubblica amministrazione). L'acquisto di un bene dato in proprietà e impiegato da un corpo non militare non è a carico del bilancio del Ministero della difesa. Un'eventuale conversione da scopi civili all'impiego per finalità militari finisce per sottostimare l'effettiva spesa militare e i relativi vincoli di bilancio, ovvero per permettere investimenti di acquisto che, senza il contributo di altri Ministeri, non sarebbero possibili per mancanza di copertura finanziaria.

## Inquinamento acustico
I rumori troppo forti possono causare danni irreparabili all'apparato uditivo o alterazioni psicofisiche. Il suono viene misurato in decibel, con il fonometro. La soglia minima di udibilità è 20 decibel (rumore di una foglia che cade). Un suono superiore a 80 decibel viene considerato molesto o fastidioso.
Al pari degli aerei, gli elicotteri generano un forte rumore. Molti studi sono stati fatti e vengono svolti per la riduzione del rumore e buoni risultati si sono ottenuti agendo sulle configurazioni dei rotori di coda. Il NOTAR, il Fenestron e le pale dei rotori di coda degli elicotteri moderni sono disegnate tenendo in gran conto la riduzione del rumore e delle vibrazioni, ricevendo una grossa spinta e finanziamenti dal mondo militare per il quale la furtività è un requisito molto importante.
L'intensità sonora percepita a terra è proporzionale alla velocità relativa dell'elica/rotore/ciclomotore e il flusso libero del fluido circostante, il coefficiente di propulsione (thrust coefficient) e dall'angolo di attacco fra l'ala e l'aria che, unitamente al profilo geometrico, determinano il valore del coefficiente di portanza. L'intensità sonora lungo la superficie ideale di una sfera circoscritta al rotore può essere parametrizzata in funzione di queste grandezze al fine di controllare e mitigare il flusso sonoro prodotto.

## L'elicottero nella cinematografia
Gli elicotteri hanno un vasto impiego nella produzione cinematografica e televisiva. I moderni sistemi girostabilizzati, consentono l'utilizzo degli elicotteri come piattaforme stabili e versatili per girare riprese aeree di grande impatto, sia nei film che nelle pubblicità. Esistono società specializzate ed autorizzate all'utilizzo di elicotteri per riprese cinematografiche. In molti casi, particolarmente nei film di guerra o di azione, l'elicottero è presente nelle scene, contribuendo con alta spettacolarità. Di seguito alcuni esempi:
- Bell 47 Sioux - Il primo elicottero certificato per uso civile, protagonista di Avventure in elicottero (Whirlybirds), una serie televisiva statunitense in 111 episodi andati in onda dal 1957 al 1960 negli Stati Uniti e negli anni sessanta in Italia sulla RAI. Negli Stati Uniti la serie è conosciuta anche con il nome di Copter Patrol. È stato inoltre protagonista del film e della serie TV M*A*S*H (1970) nella versione eliambulanza, e nei film di James Bond (interpretato da Sean Connery) A 007, dalla Russia con amore (film) (1963), in cui dopo essere sceso dal treno viene attaccato da un elicottero della Spectre che viene poi abbattuto da Bond, e Agente 007 - Si vive solo due volte (1967) in cui vola su un autogiro alla ricerca di una base della Spectre e viene attaccato da una squadriglia di questi elicotteri.
- Bell UH-1 Iroquois, soprannominato Huey dagli equipaggi - Impiegato largamente durante la guerra del Vietnam, è presente in tutte le principali pellicole ambientate nel conflitto. Celebre è la sequenza dell'attacco al villaggio sulla musica della cavalcata delle valchirie in Apocalypse Now (1979). Si ricordano anche le sequenze drammatiche per l'evacuazione di feriti in Platoon (1986) e We Were Soldiers - Fino all'ultimo uomo (2002). Oltre ai film sul Vietnam, l'elicottero è stato largamente impiegato nel cinema di Hollywood fino a tempi recenti. In Matrix (1999) viene utilizzato per salvare il protagonista dopo un corso di pilotaggio di pochi secondi ricevuto via computer dalla coprotagonista impersonata da Carrie-Anne Moss. In Behind Enemy Lines - Dietro le linee nemiche (2001) il team di salvataggio del pilota abbattuto utilizza dei Bell UH-1N Twin Huey in versione armata di razzi e minigun.
- Hughes OH-6 Cayuse detto anche Loach - Elicottero da osservazione coprotagonista della sequenza della cavalcata delle valchirie con lo Huey in Apocalypse Now.
- Sikorsky UH-60 Black Hawk - Al centro della battaglia di Mogadiscio del 1993 in Somalia, ricostruita nel film Black Hawk Down - Black Hawk abbattuto, diretto da Ridley Scott nel 2001. La versione HH-60J Jayhawk della United States Coast Guard è protagonista delle riprese di ricerca e salvataggio in La tempesta perfetta (2000) e The Guardian - Salvataggio in mare (2006); invece, nel film Caccia a Ottobre Rosso un Seahawk della marina statunitense decolla per silurare il sommergibile russo.
- Apache - Protagonista del film Apache pioggia di fuoco, titolo originale Fire Birds del 1990, incentrato sull'addestramento di un pilota da combattimento (Nicolas Cage) nella guerra a narcotrafficanti che utilizzavano un elicottero da combattimento di finzione chiamato Scorpion, in realtà derivato dall'OH-6 Cayuse. Nel film L'incredibile Hulk, Hulk viene attaccato da un Apache che abbatte lanciandogli un rottame di ferro. In G.I. Joe: la nascita di Cobra 2 Apache fanno da scorta al convoglio che i Cobra intercettano, e vengono abbattuti dalle armi futuristiche della gunship (cannoniera) di Cobra
- OH-58D Kiowa - Versione militare del Bell 206 JetRanger, utilizzato come elicottero da osservazione e coprotagonista con l'Apache nel film Apache pioggia di fuoco. Utilizzato anche estesamente nel ruolo di elicottero della polizia in molti telefilm girati in USA.
- MD-520N NOTAR - Compare nel film Mission: Impossible (1996) in un inseguimento a un treno TGV che si conclude all'interno dell'Eurotunnel.
- MH 53 Pave Low - È l'elicottero in cui si trasforma il Decepticon Blackout nel film Transformers di Michael Bay del 2007. In Transformers - La vendetta del caduto appare un modello simile di colore leggermente diverso, tratto dal giocattolo Grindor, un redeco di Blackout. In L'incredibile Hulk, il generale Ross si reca con la sua squadra a New York a bordo di un MH-53, che poi si intrometterà nello scontro tra Hulk e Abominio e verrà abbattuto.
- RAH-66 Comanche - 4 Comanche attaccano Hulk nel film del 2003; Hulk ne abbatte uno rilanciandogli addosso un missile Hellfire, e salta addosso ad un altro facendolo schiantare per il peso e lo spostamento del baricentro; i due rimasti lo inseguono e tentano di seppellirlo tra le montagne colpendo le rocce con i missili.
- Aérospatiale SA 341 Gazelle - due esemplari di questo modello furono modificati (la cabina era simile a quella di un Apache o un Cobra) per il film Tuono blu e per la serie tv omonima.
- Nel film di Frank Capra Accadde una notte (1934) il promesso sposo di Claudette Colbert atterra per le nozze nel prato della villa utilizzando un prototipo di elicottero (autogiro nella versione italiana).

## L'elicottero nei videogiochi
A partire dai primi videogiochi di guerra arcade degli anni 80, gli elicotteri sono comparsi spesso nei videogames, raramente come protagonisti; il primo è forse Microsoft Flight Simulator, (1982), che però includerà la possibilità di pilotare elicotteri solo negli anni 90 (con la versione '98). Tra i più famosi c'è la serie Comanche, Extreme Assault, Desert Storm (basata sul controllo in un Apache) e Desert Storm 2.

## Case produttrici
- Produttori di elicotteri
- Lista di elicotteri